# Tourisme dans l'Isère
 (juin 2018).

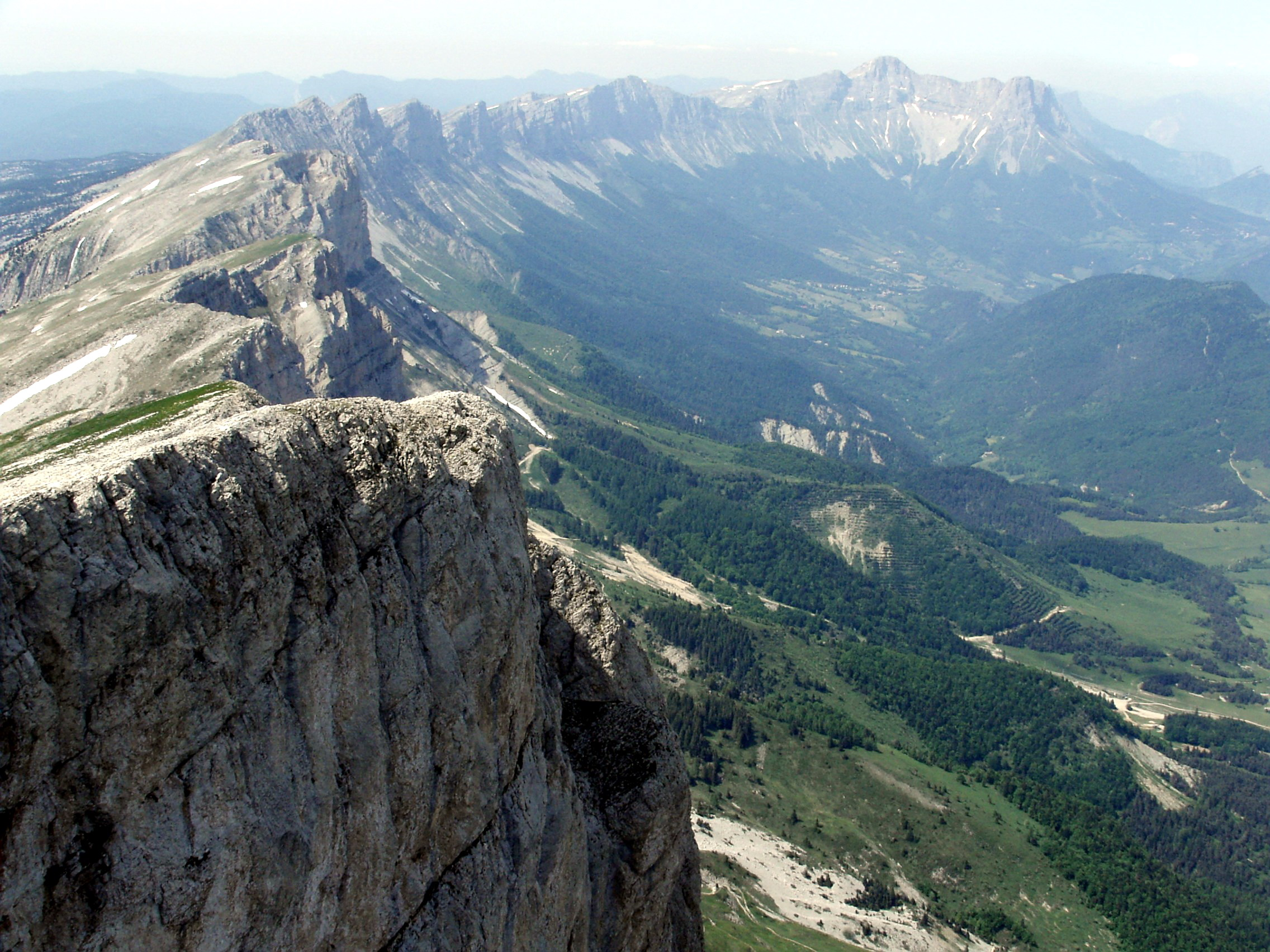
Limite est du massif du Vercors et début du Trièves

Le tourisme constitue un secteur économique important du département de l'Isère (38). Avec 65 000 lits d'hébergement, trois millions de nuitées, et un chiffre d'affaires aux remontées mécaniques de 115 079 025€ sur la saison 2013/2014, l'Isère se place au 3e rang des départements français en matière de tourisme de montagne. Son territoire étant formé en grande partie par divers massifs des Alpes et des Préalpes (Écrins, Grandes Rousses, Taillefer, Belledonne, Chartreuse, Vercors), eux-mêmes divisés en plusieurs régions naturelles (dont l'Oisans, le Trièves, la Matheysine), l'Isère dispose de plus d'une trentaine de stations de sports d'hiver (formant 26 domaines de ski alpin en 2017). Les plus réputées sont l'Alpe d'Huez, les Deux Alpes (dont le glacier constitue l'un des principaux domaines de ski d'été d'Europe), Chamrousse (site des épreuves de ski alpin aux Jeux olympiques d'hiver de Grenoble de 1968), Villard-de-Lans ou encore Autrans (où se tient annuellement l'épreuve sportive de ski de fond la Foulée blanche). Le Parc national des Ecrins est situé pour partie dans le département de l'Isère, qui dispose aussi de deux parcs naturels régionaux (Vercors et Chartreuse).  
Le secteur du tourisme en Isère est également porté par des festivals annuels dont les plus connus sont les suivants :   
- Festival international du film de comédie de l'Alpe d'Huez ;
- Festival Berlioz en musique classique ;
- Festival Jazz à Vienne ;
- Coupe Icare.

Parmi les sites historiques, culturels et religieux, l'on compte le monastère de la Grande Chartreuse, l'Abbaye de Saint-Antoine, le sanctuaire marial de Notre-Dame-de-la-Salette, la cité Antique de Vienne, Crémieu, le site archéologique de Larina ou encore le Château de Vizille (lieu de la réunion des états généraux du Dauphiné qui allait engendrer la Révolution française). Depuis 2017, la ville de Grenoble est labellisée "Ville d'art et d'histoire" par le Ministère de la culture. La capitale de l'ancienne province du Dauphiné est aussi l'une des 5 communes françaises ayant reçu la croix de la Libération. 
Le département recense également un certain nombre de lacs et plans d'eau facilement accessibles, dont le lac du Monteynard (haut lieu du kite-surf), le lac de Paladru ou les lacs de Laffrey, ainsi que des lacs de montagne accessibles par la marche (lac Achard, lacs Robert, lac de Belledonne, Lauvitel, etc.). 

## Histoire du tourisme
Au XIXe siècle le peintre paysagiste Paul Huet visita l'Isère, et réalisa en 1858 une aquarelle Vue sur les montagnes à Oisans, conservée au Metropolitan Museum à New York et une autre Porte de la route d'Uriage, à Vizille conservée au Musée de la Révolution française à Vizille.

## Labels
Depuis 2017, la ville de Grenoble est labellisée "Ville d'art et d'histoire" par le Ministère de la culture. La capitale de l'ancienne province du Dauphiné est aussi l'une des 5 communes françaises ayant reçu la croix de la Libération. 
Le label « Patrimoine en Isère », créé en 2007, a pour but de mettre en valeur différents édifices patrimoniaux du département.

## Stations de sports d'hiveret d'été
Avec un chiffre d'affaires aux remontées mécaniques de 115 079 025€ sur la saison 2013/2014, l'Isère se place au 3e rang des départements français en matière de tourisme de montagne. Deux stations du département figurent parmi les 10 principales stations françaises en termes de fréquentation et de taille, à savoir l'Alpe d'Huez et les Deux Alpes.
En 2017, les 27 domaines de ski alpins isérois sont les suivants :

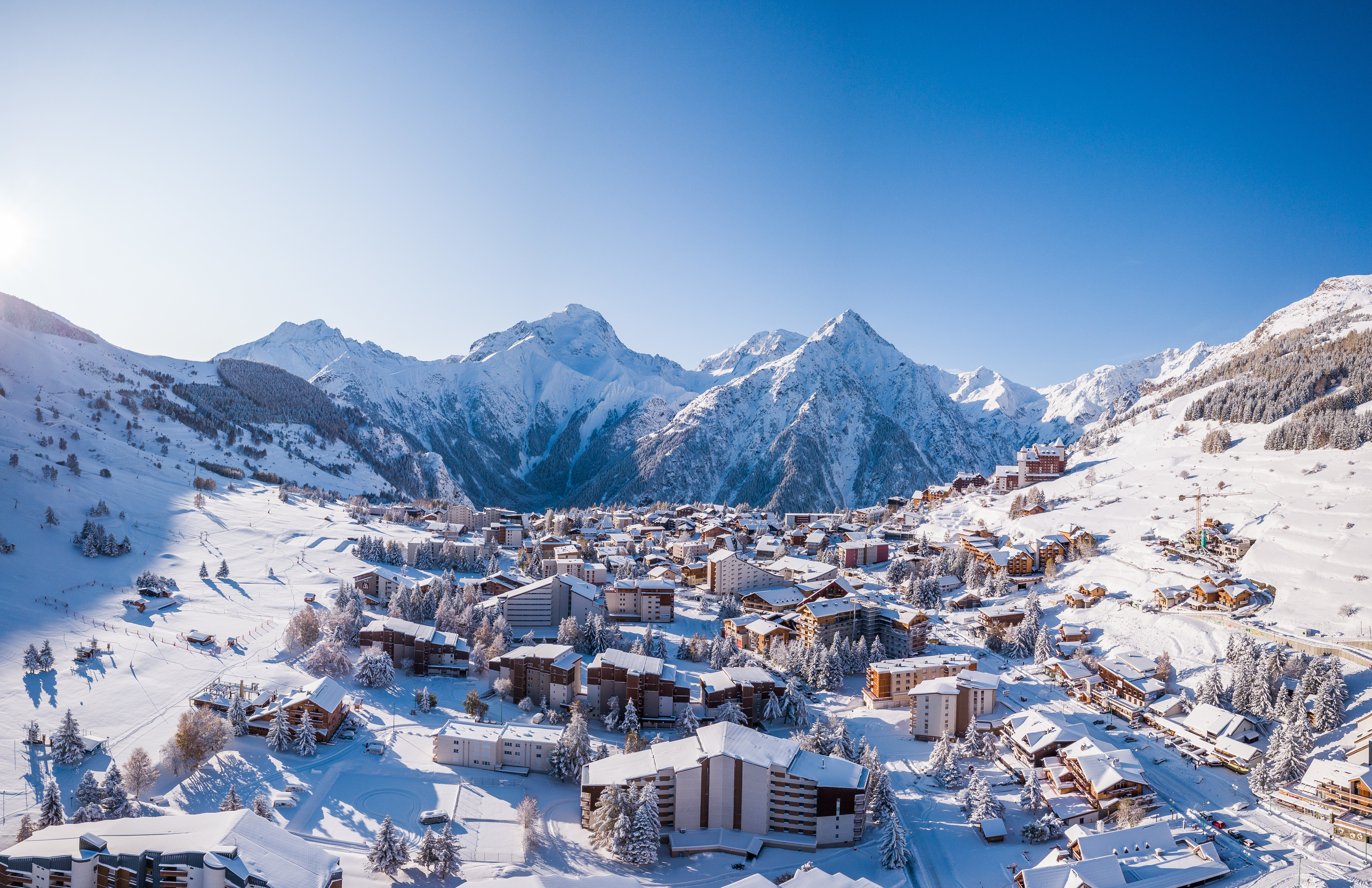
Les Deux Alpes.

Oisans (massifs des Grandes Rousses et des Écrins)
1. L'Alpe d'Huez Grand Domaine Ski (domaine relié incluant les secteurs suivants : Alpe d'Huez, Huez, Vaujany, Oz-en-Oisans, Villard-Reculas, Auris-en-Oisans) ;
2. Les Deux Alpes (incluant liaison piste et télésiège avec Mont-de-Lans et liaison télécabine avec Venosc ; station notamment célèbre pour son glacier permettant la pratique du ski d'été) ;
3. Les Hauts du Col (station haute du col d'Ornon avec 2 téléskis) ;
4. Le Plan du Col (en bord de la route peu avant le col d'Ornon avec 1 téléski) ;
Belledonne

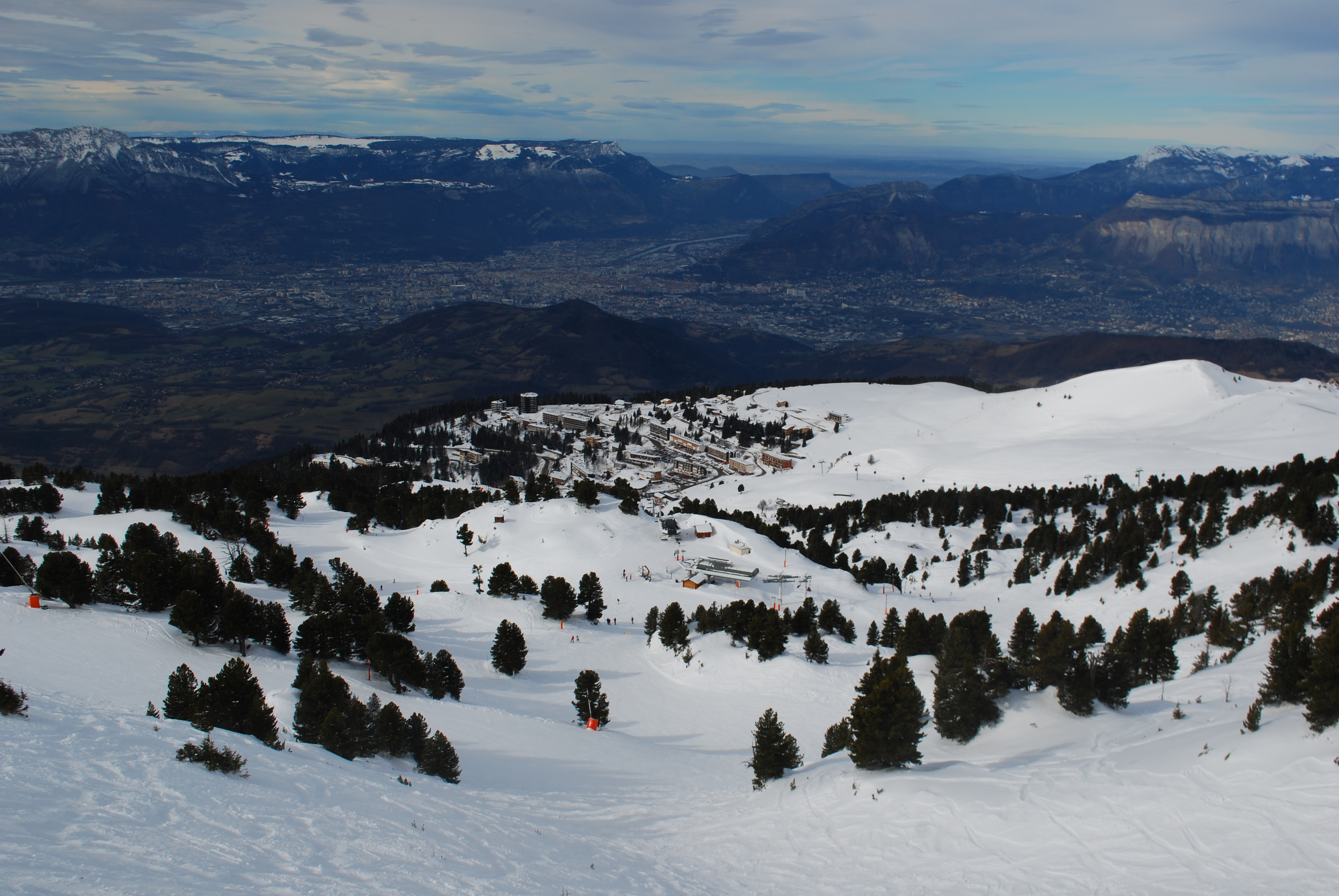
Grenoble vue depuis les pistes de Chamrousse.

5. Chamrousse (site des épreuves de ski alpin des Jeux olympiques d'hiver de 1968 ; portes d'entrées Chamrousse 1400, Chamrousse 1650, Chamrousse 1750, Chamrousse 1700) ;
6. Les Sept Laux (Prapoutel, Pipay, Le Pleynet) ;
7. Le Collet d'Allevard ;
8. Domaine alpin du Barioz ;
Taillefer
9. L'Alpe du Grand Serre ;
Matheysine
10. La Motte-d'Aveillans (Les Signaraux) ;

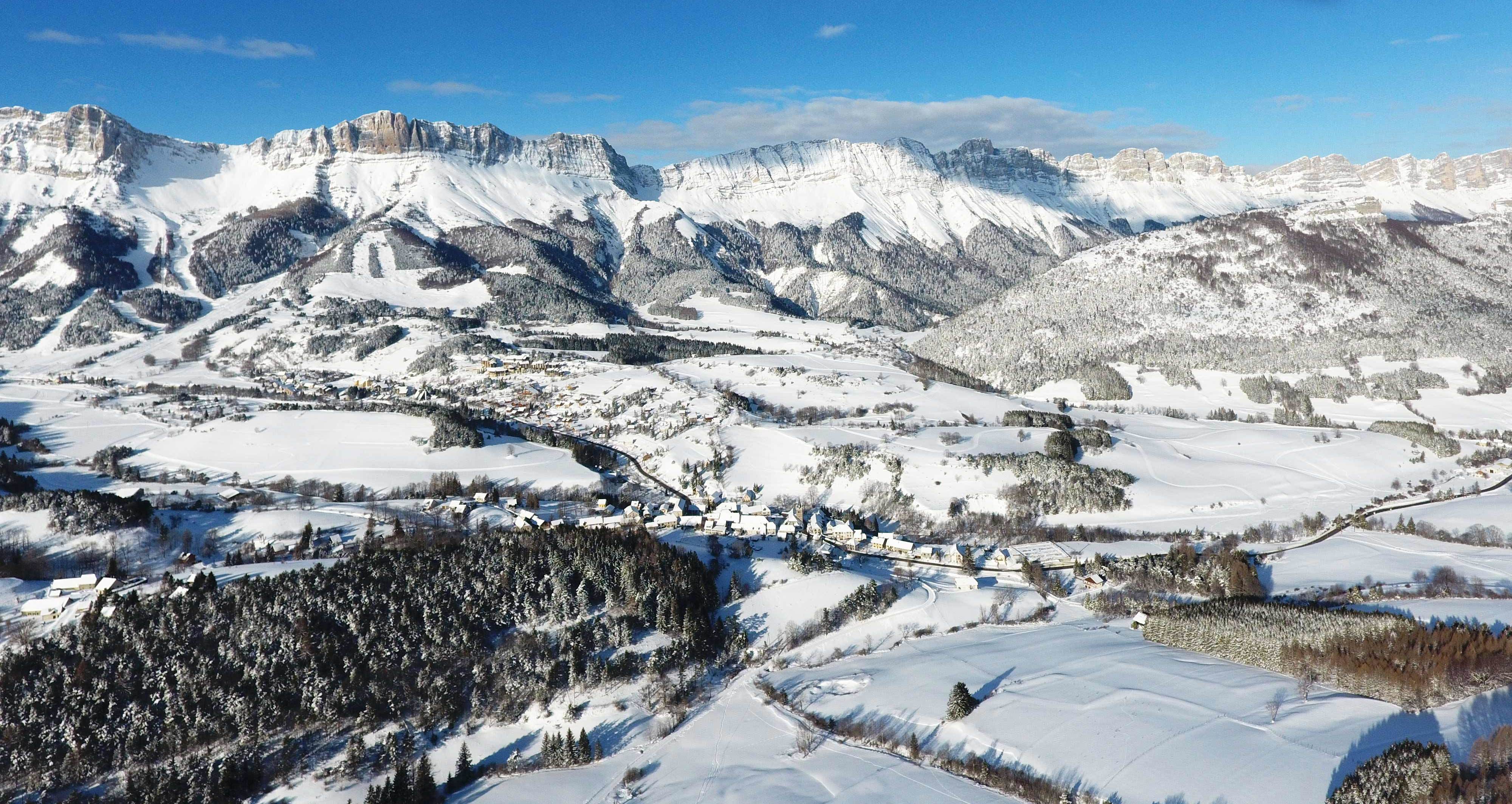
Gresse-en-Vercors et le Balcon Est du Vercors.

11. Notre-Dame-de-Vaulx ;
Vercors
12. Saint-Nizier-du-Moucherotte ;
13. Lans-en-Vercors (Montagnes de Lans) ;
14. Lans-en-Vercors (L'Aigle) ;
15. Autrans (célèbre pour la Foulée blanche ; un seul site à La Sure, les téléskis du village ayant été démontés) ;
16. Méaudre ;
17. Rencurel (Les Coulmes/Col de Romeyère) ;
18. Villard-de-Lans/Corrençon-en-Vercors ;
19. Gresse-en-Vercors ;
20. Col de l'Arzelier ;
Chartreuse
21. Saint-Pierre-de-Chartreuse (Le Planolet) ;
22. Les Egaux ;
23. Col de Porte - domaine de la Prairie ;
24. Col de Porte - domaine de Chamechaude ;
25. Le Sappey-en-Chartreuse ;
26. Saint-Hilaire-du-Touvet ;
27. Saint-Bernard-du-Touvet (Col de Marcieu).
Le domaine skiable alpin du Col du Coq a été abandonné pendant plusieurs années, avant que les téléskis y soient finalement démontés.

## Stations thermales
- Uriage-les-Bains.Allevard-les-Bains ;
- Uriage-les-Bains.

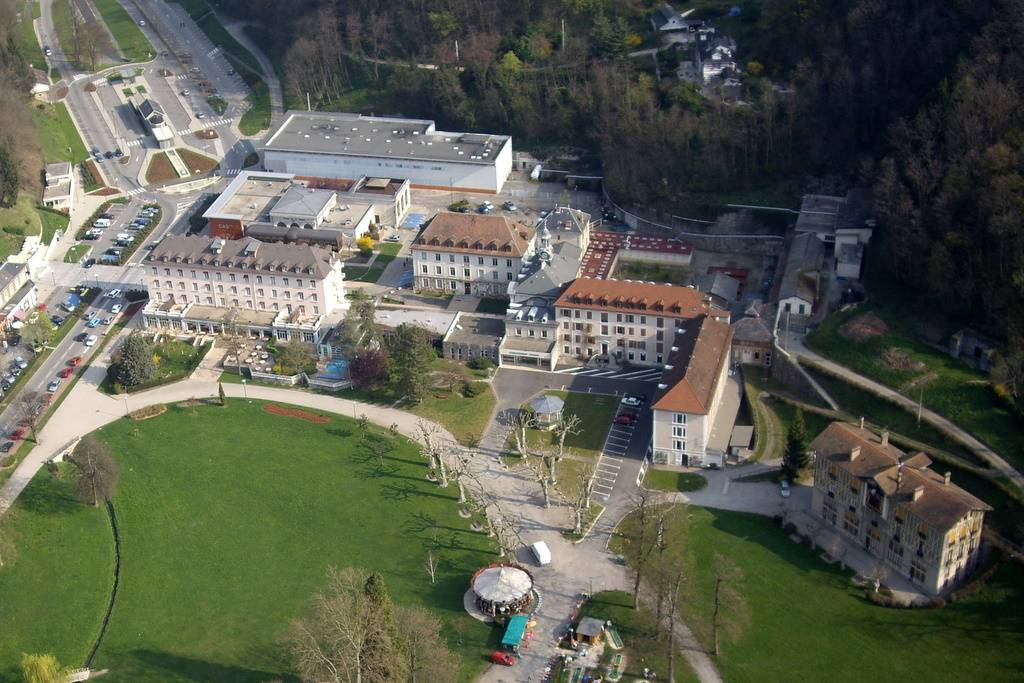
Uriage-les-Bains.

Les eaux sulfureuses de ces deux sites thermaux soignent les maladies respiratoires et la rhumatologie. 

## Casinos

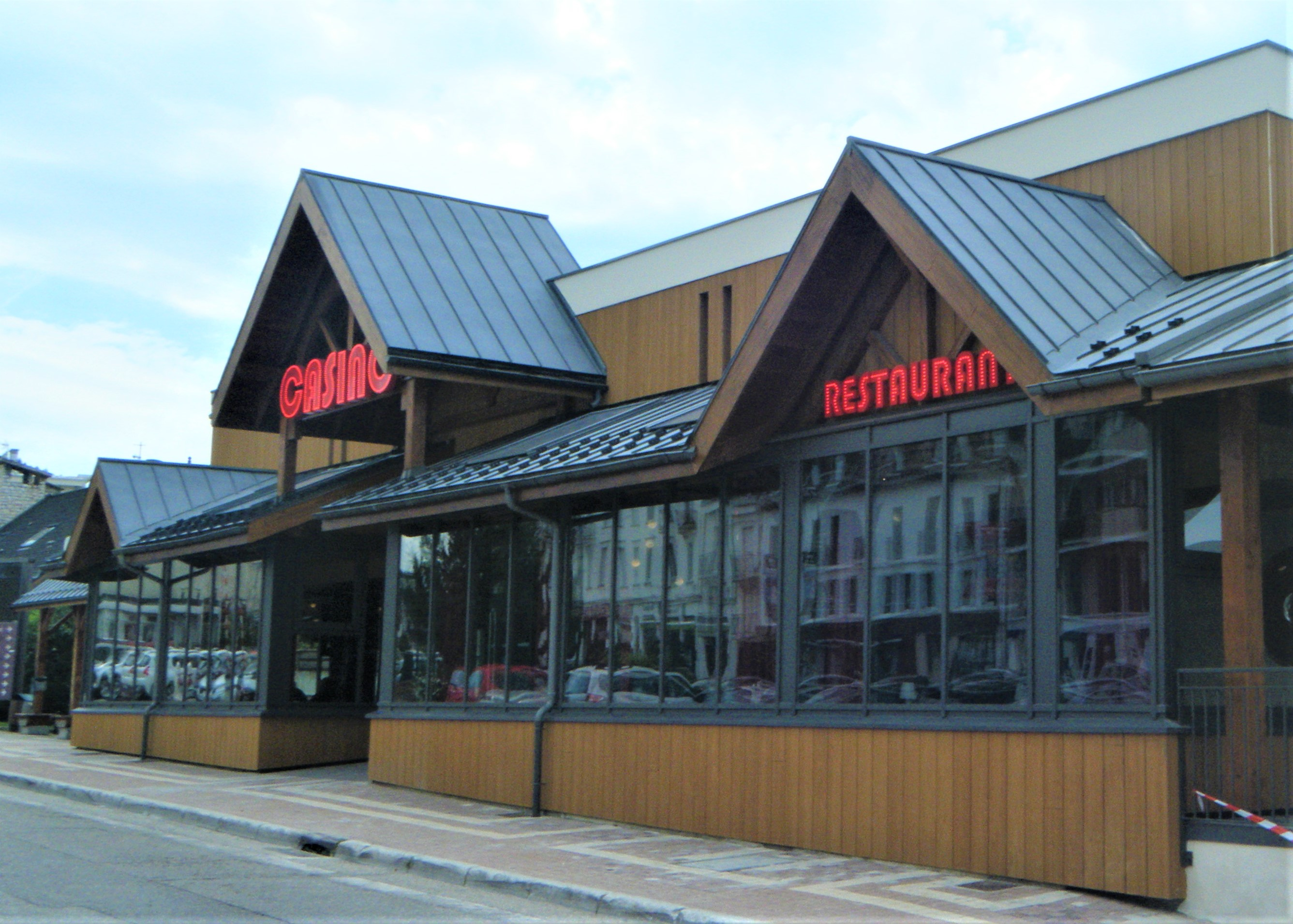
Le casino de Villard-de-Lans.

- Le casino de Villard-de-Lans.Allevard-les-Bains ;
- Uriage-les-Bains ;
- Villard-de-Lans.

## Restaurants étoilés auguide Michelin(2017)
- Uriage : Les Terrasses d'Uriage (2 étoiles) ;
- Vienne : La Pyramide (2 étoiles) ;
- Ruy : Domaine des Séquoias (1 étoile) ;
- Chonas-l'Amballan : Domaine de Clairefontaine (1 étoile) ;
- Corrençon-en-Vercors : Palégrié (1 étoile) ;
- Les-Deux-Alpes : Le P'tit Polyte (1 étoile).

## Activités de nature
- Alpinisme (La Bérarde, refuges de la Muzelle, de Font Turbat, de la Pilatte, de Temple-Ecrins, du Châtelleret, du Promontoire, du Soreiller, de la Selle, du Taillefer, du Fay, de Combe Madame, etc.) ;
- Randonnée ;
- Cyclotourisme (à noter la route d'accès à L'Alpe d'Huez, étape renommée du Tour de France cycliste, défi très apprécié des cyclistes) ;
- Arboretum Robert Ruffier-Lanche comprenant un sentier planétaire, situé sur le campus de Grenoble ;
- Via ferrata avec 11 parcours (dont un site urbain, la Via ferrata de Grenoble) :
  1. Chamrousse, via ferrata des lacs Robert, AD ;  PD/AD
  2. Chamrousse, via ferrata des 3 fontaines, PD/AD ;
  3. Corps/Barrage du Sautet, Les Tunnels & Le Grand Frisson, PD et AD ;
  4. Crolles, La Vire des Lavandières, AD/D, Exp: Est - 270m deniv. Lg : 800m - Tmps. approche 1h (400m déniv.) - Suivant la période, prévoir un imperméable pour franchir la cascade de l'Oule ;
  5. Crolles, Le Grand Dièdre, TD/ED-, Lg: 600m, passage du grand dièdre en dévers continu, probablement la ou une des plus dures de France ;
  6. Grenoble, Via ferrata de Grenoble, 2 parties (AD/D et D/TD), pont de singe et passerelle sur la première partie, échappatoires et vue magnifique sur Grenoble sur la seconde depuis la Bastille ;
  7. L'Alpe d'Huez, Gorges de Sarenne, AD ;
  8. L'Alpe d'Huez, Pierre-Ronde, D ;
  9. L'Alpe du Grand Serre, via ferrata de la Cascade, PD ;
  10. Saint-Christophe-en-Oisans, via ferrata de Saint-Christophe-en-Oisans, D ;
  11. Venoc/Les Deux Alpes, Les Perrons, D.

Cotations en France : F=Facile, PD=Peu Difficile, AD=Assez Difficile, D=Difficile, TD=Très Difficile, ED=Extrêmement Difficile

## Le parc national des Ecrins

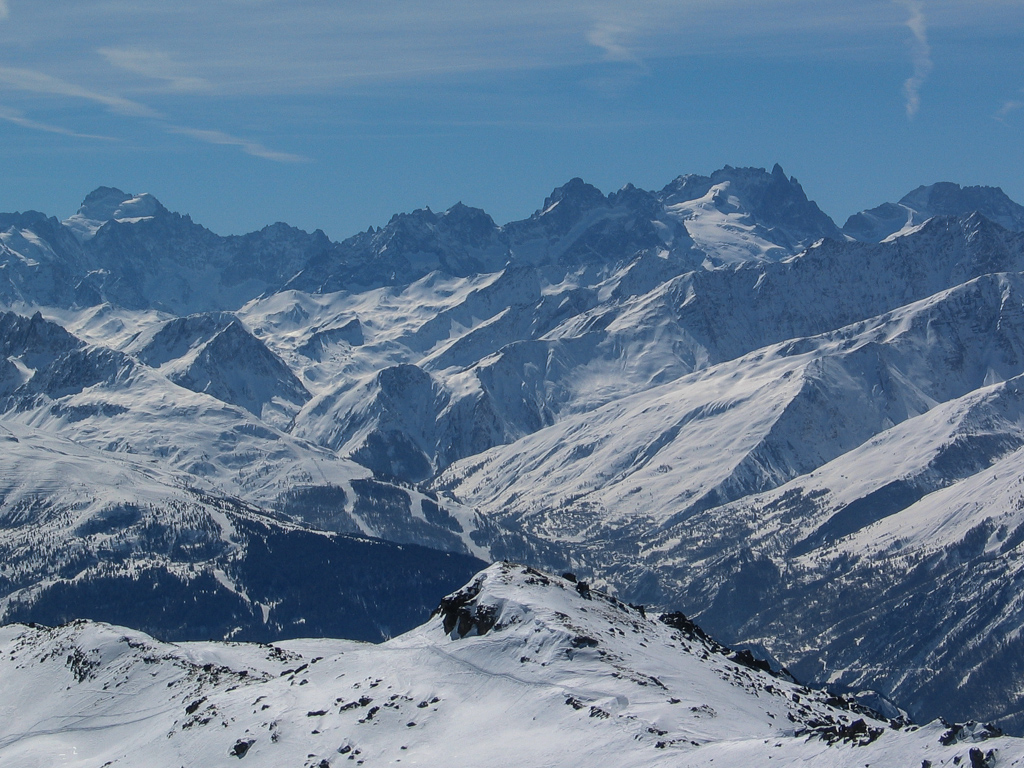
Le massif des Écrins et la Meije à droite.

Le département note la présence sur son territoire du parc national des Écrins. À cheval entre l'Isère et les Hautes-Alpes, il s'étend sur 91 800 hectares (ce qui en fait le plus grand parc national français). Créé en 1973 sous l’impulsion des alpinistes, des associations naturalistes et du Club Alpin Français, c'est un territoire de haute montagne qui culmine à 4 102 mètres d'altitude à la Barre des Écrins (située dans le département des Hautes-Alpes, le point culminant du département de l'Isère étant son antécime, à savoir le Pic Lory, culminant à 4 088 mètres d’altitude). Au total, plus de 150 sommets dépassent les 3 000 mètres et les glaciers y sont omniprésents (ils couvrent ainsi plus de 10 000 hectares de la surface du parc).

## Les parcs naturels régionaux de l'Isère
- Parc naturel régional du Vercors ;
- Parc naturel régional de la Chartreuse ;
- Parc naturel régional de Belledonne (projet en cours).

## Lacs et plans d'eau

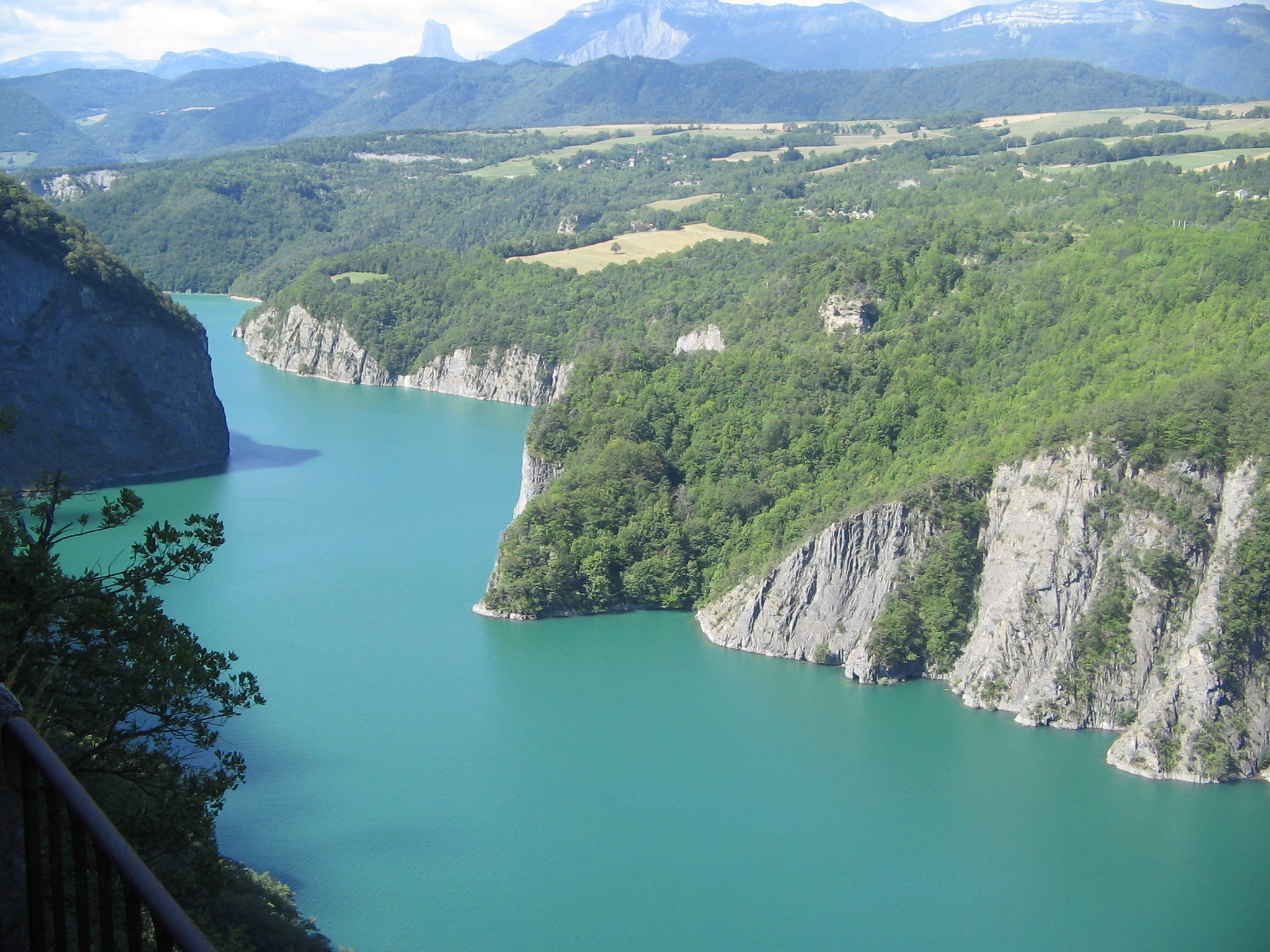
Le lac de Monteynard depuis le belvédère du petit train de la Mure.

- Le lac de Monteynard depuis le belvédère du petit train de la Mure.Lac de Monteynard-Avignonet (haut lieu du kite-surf) ;
- Lac de Paladru ;
- Lacs de Laffrey ;
- Lac du Sautet ;
- Divers lacs de montagne accessibles par la marche (lac Achard, lacs Robert, lac de Belledonne, Lauvitel, etc.) ;
- Base de loisirs du Bois Français comprenant quatre plans d'eau, distante de 15 km de Grenoble ;
- etc.

## Routes "vertigineuses"
Plusieurs routes du département offrent un caractère impressionnant de par leur construction (routes en encorbellement taillées dans les falaises, présence de tunnels en entailles, croisements difficiles...).  

### Vercors

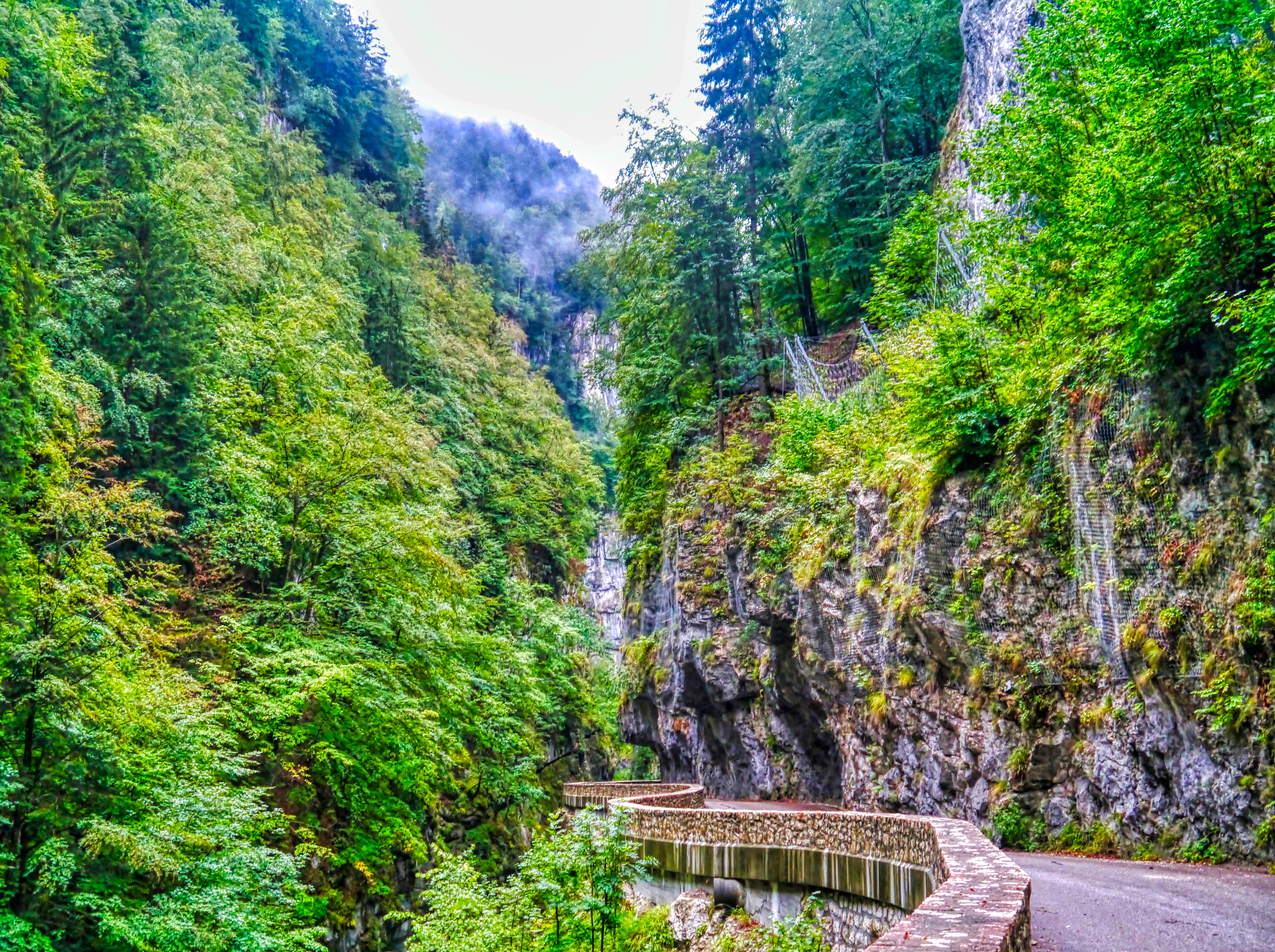
Les gorges de la Bourne.

- Les gorges de la Bourne.Gorges du Nant ;
- Gorges de la Bourne ;
- Route des Ecouges ;

### Chartreuse
- Le Pas du Frou ;

### Oisans
- Route de Villard-Notre-Dame ;
- Route de Villard-Reymond ;
- Route de Villard-Notre-Dame à Villard-Reymond (col du Solude) ;
- Route de la Confession ;
- Route de la Roche ;
- Route d’Oulles ;
- Route de la Bérarde.

## Forts
Un ensemble de fortifications destinées à protéger la ville de Grenoble à la suite de la défaite de la France dans la guerre franco-allemande de 1870 a été mis en place dans la seconde moitié du XIXe siècle, quelques décennies après l'achèvement du fort de la Bastille. Outre le fort de la Bastille, la ceinture fortifiée de Grenoble est constituée de six forts :
- Entrée du fort de Comboire.Fort de Comboire, Claix ;
- Fort de Montavie, Bresson ;

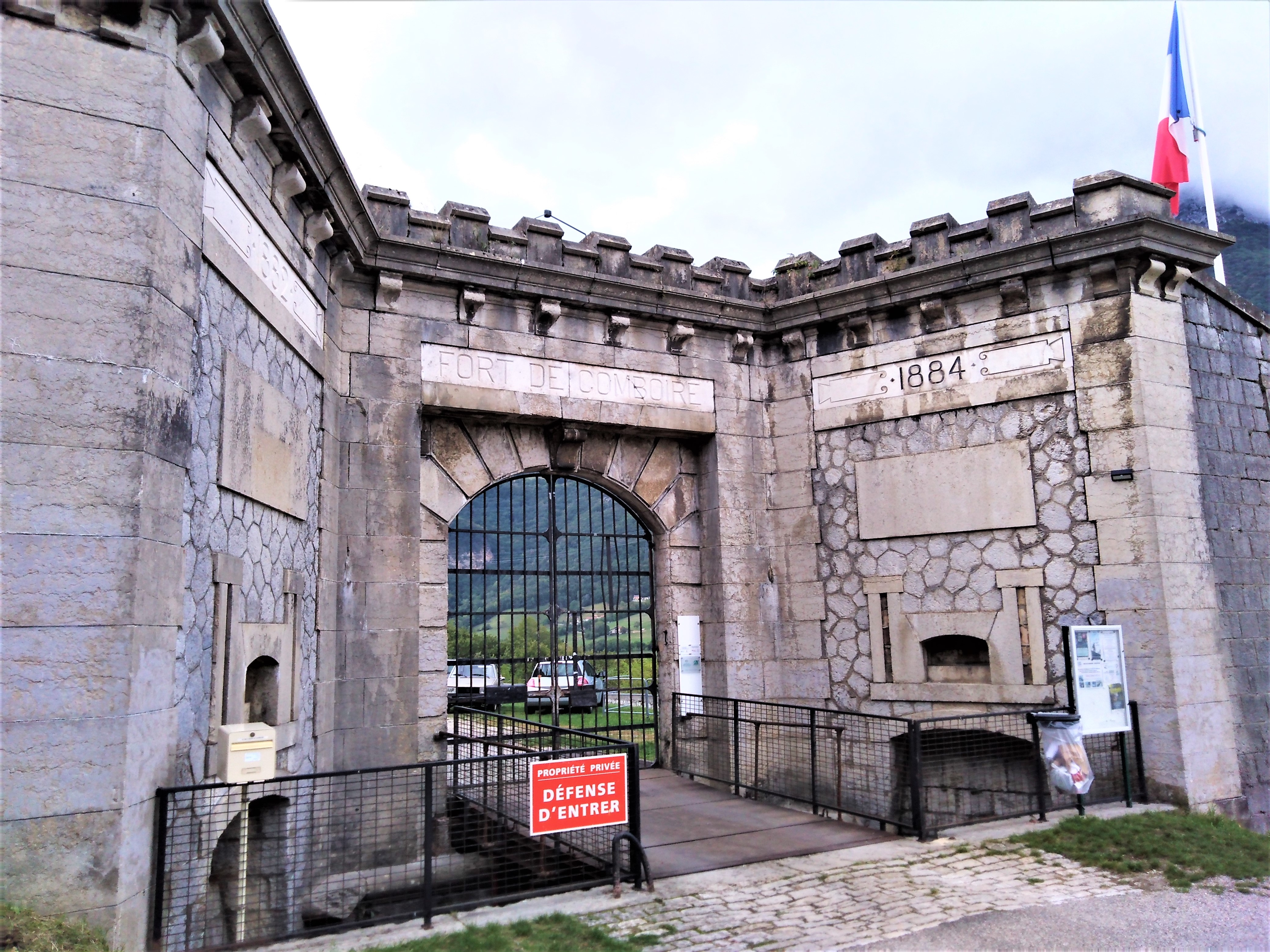
Entrée du fort de Comboire.

- Fort des Quatre Seigneurs, Herbeys ;
- Fort du Bourcet, Corenc ;
- Fort du Mûrier, Gières ;
- Fort du Saint-Eynard, Le Sappey-en-Chartreuse.

## Châteauxdu Dauphiné

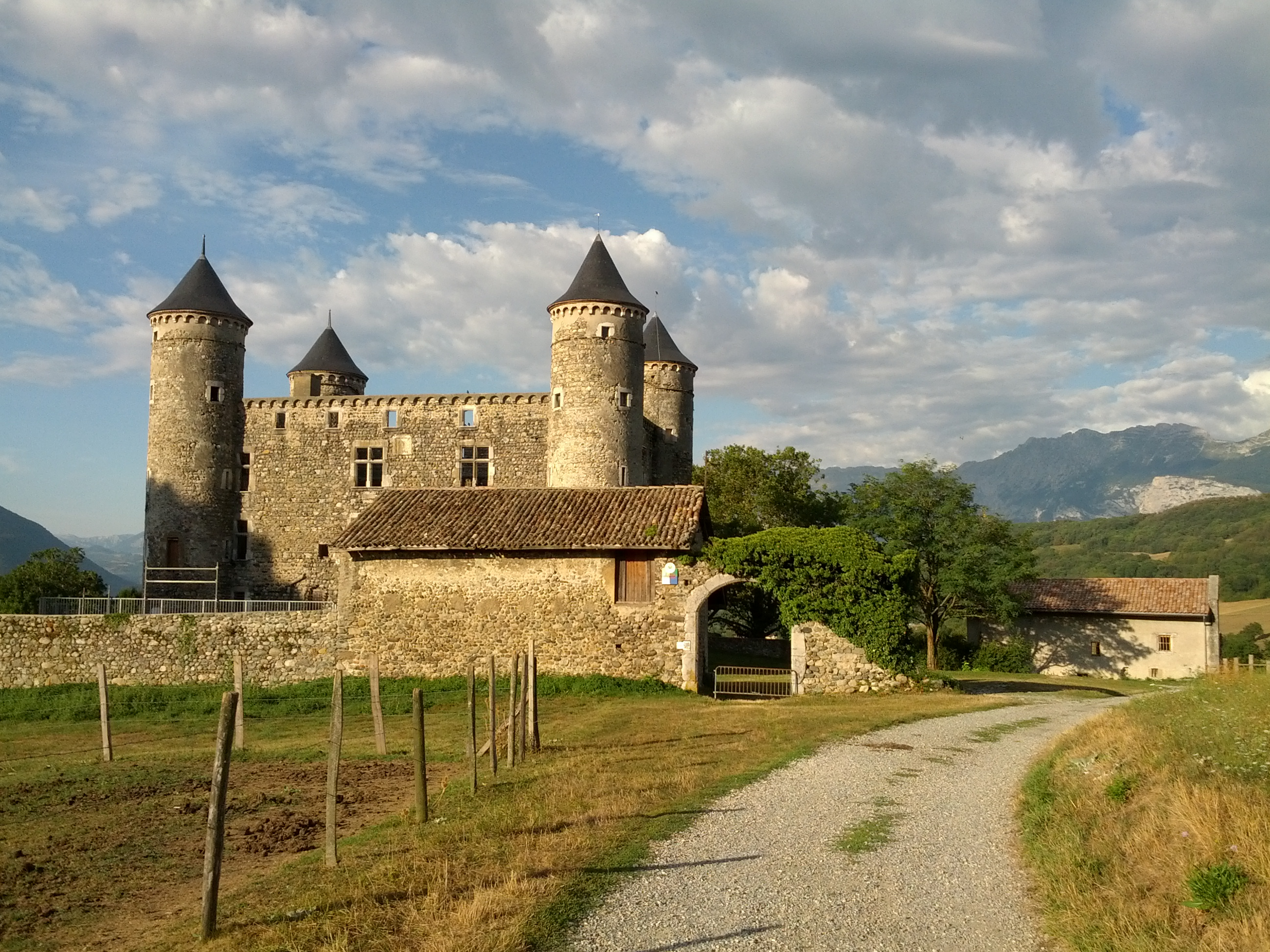
Château de Bon Repos.

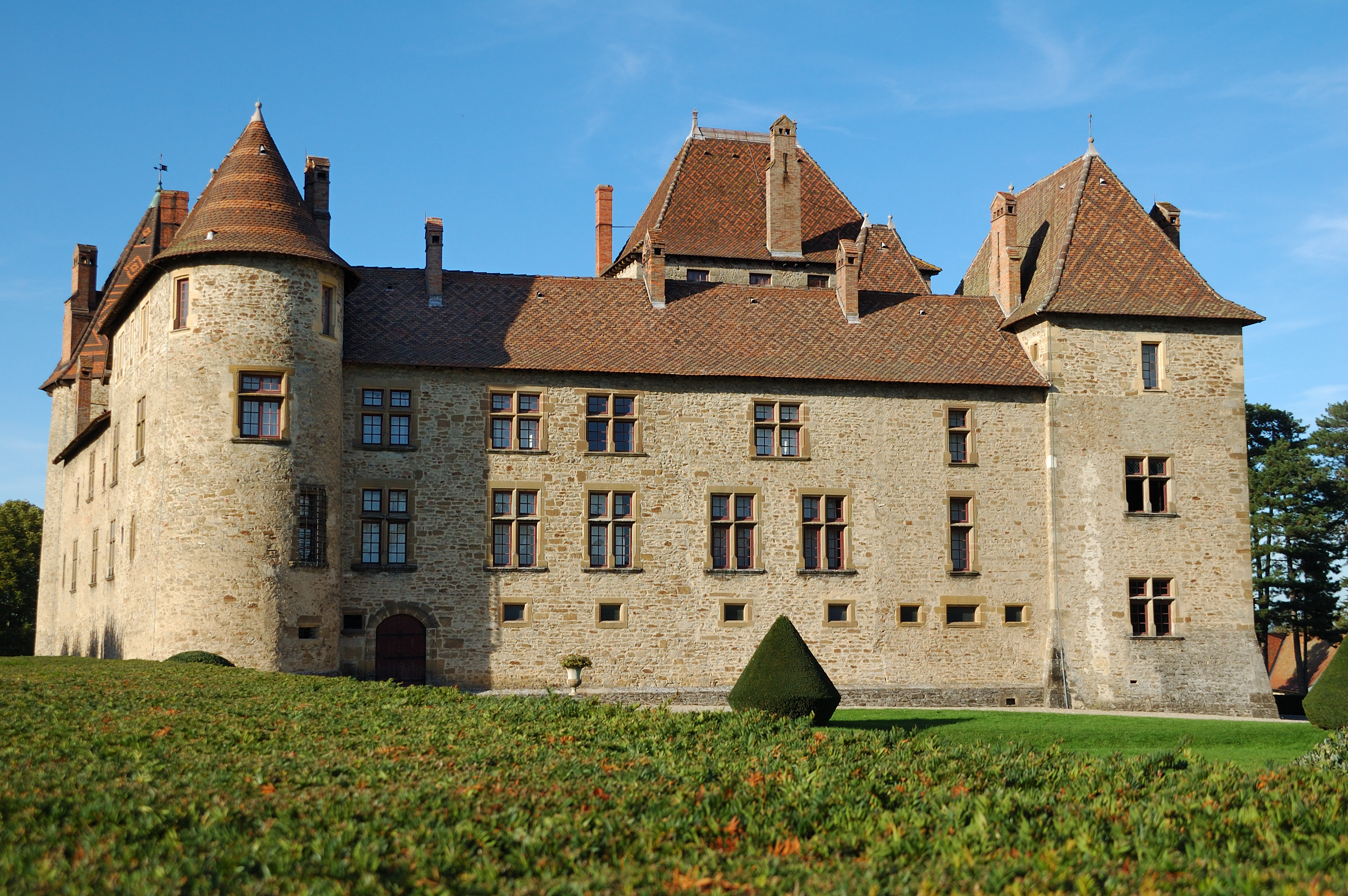
Château de Septème.

Le département de l'Isère serait clairsemé de plus de 560 châteaux. Beaucoup de ces constructions ne sont plus que vestiges, mais Virieu, Vizille, Sassenage, Septème ont conservé leur splendeur. Forteresses féodales ou demeures somptueuses, aujourd'hui, environ 25 de ces châteaux sont ouverts à la visite.
- Château Bayard ;
- Château de Bon Repos ;
- Château de Bressieux ;
- Château de Fallavier ;
- Château de Moidière ;
- Château de Sassenage ;
- Château de Septème ;
- Château du Touvet ;
- Château d'Uriage ;
- Château de Virieu ;
- Château de Vizille ;
- etc.

## Musées et expositions

### Les musées départementaux

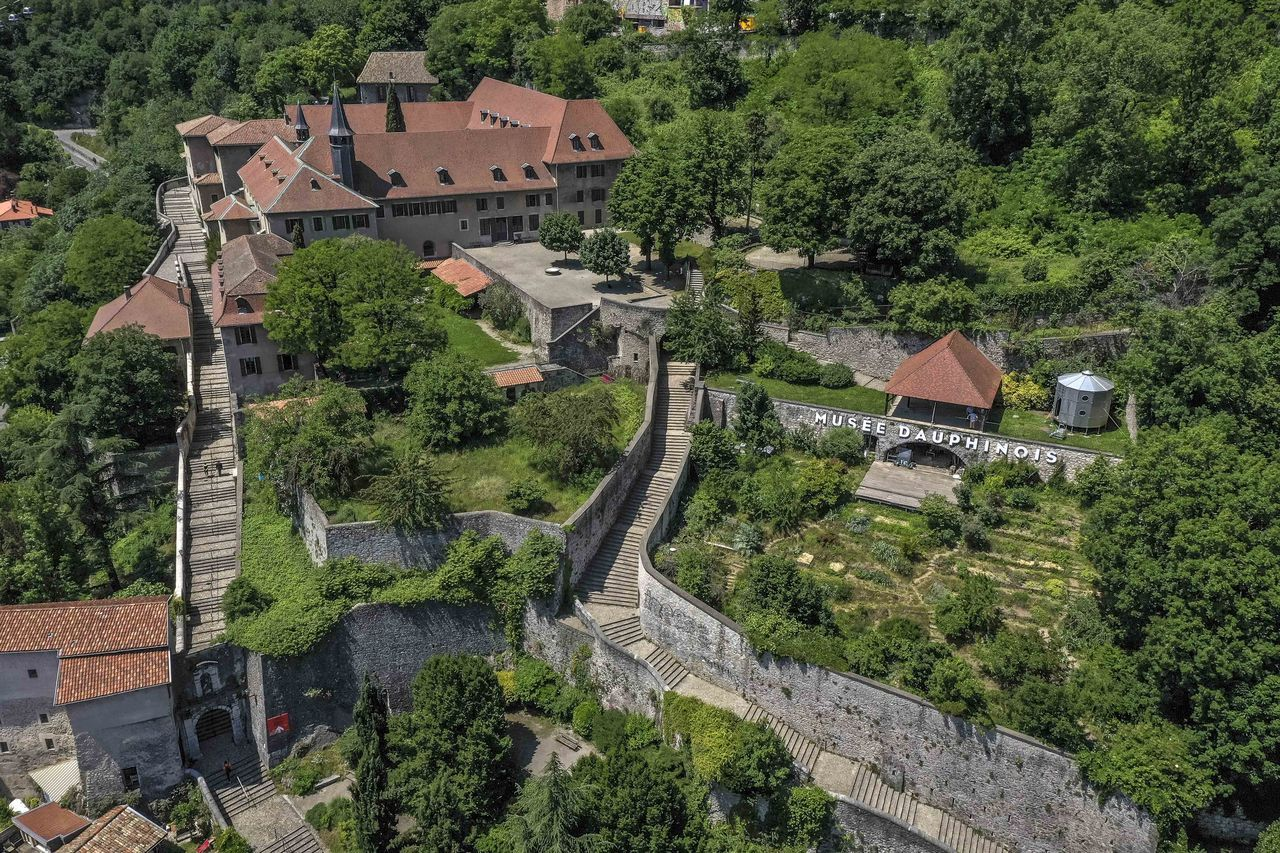
Le musée dauphinois.

Le département possède onze musées, tous gratuits :

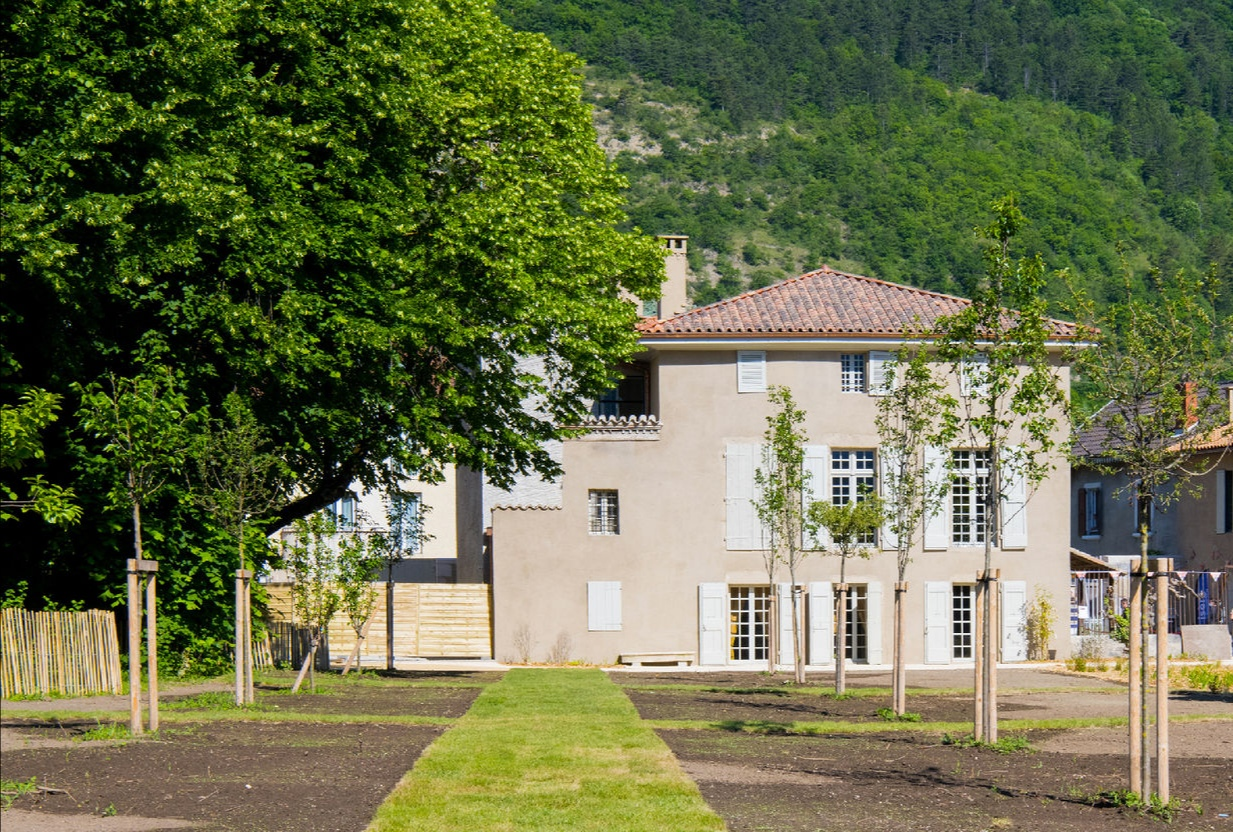
Le musée Champollion.

- Le musée Champollion.Musée de la Révolution française (Domaine de Vizille) ;
- Maison Bergès (Villard-Bonnot) ;
- Musée Arcabas en Chartreuse (Saint-Hugues-de-Chartreuse) ;
- Musée Hébert (La Tronche) ;
- Musée Hector-Berlioz (La Côte-Saint-André) ;
- Musée de Saint-Antoine-l'Abbaye ;
- Musée Champollion (Vif) ;
- Musée Dauphinois (Grenoble) ;
- Musée archéologique Saint-Laurent (Grenoble) ;
- Musée de l'Ancien Evêché (Grenoble) ;
- Musée de la Résistance et de la Déportation de l'Isère (Grenoble).

### Autres musées

#### Grenoble

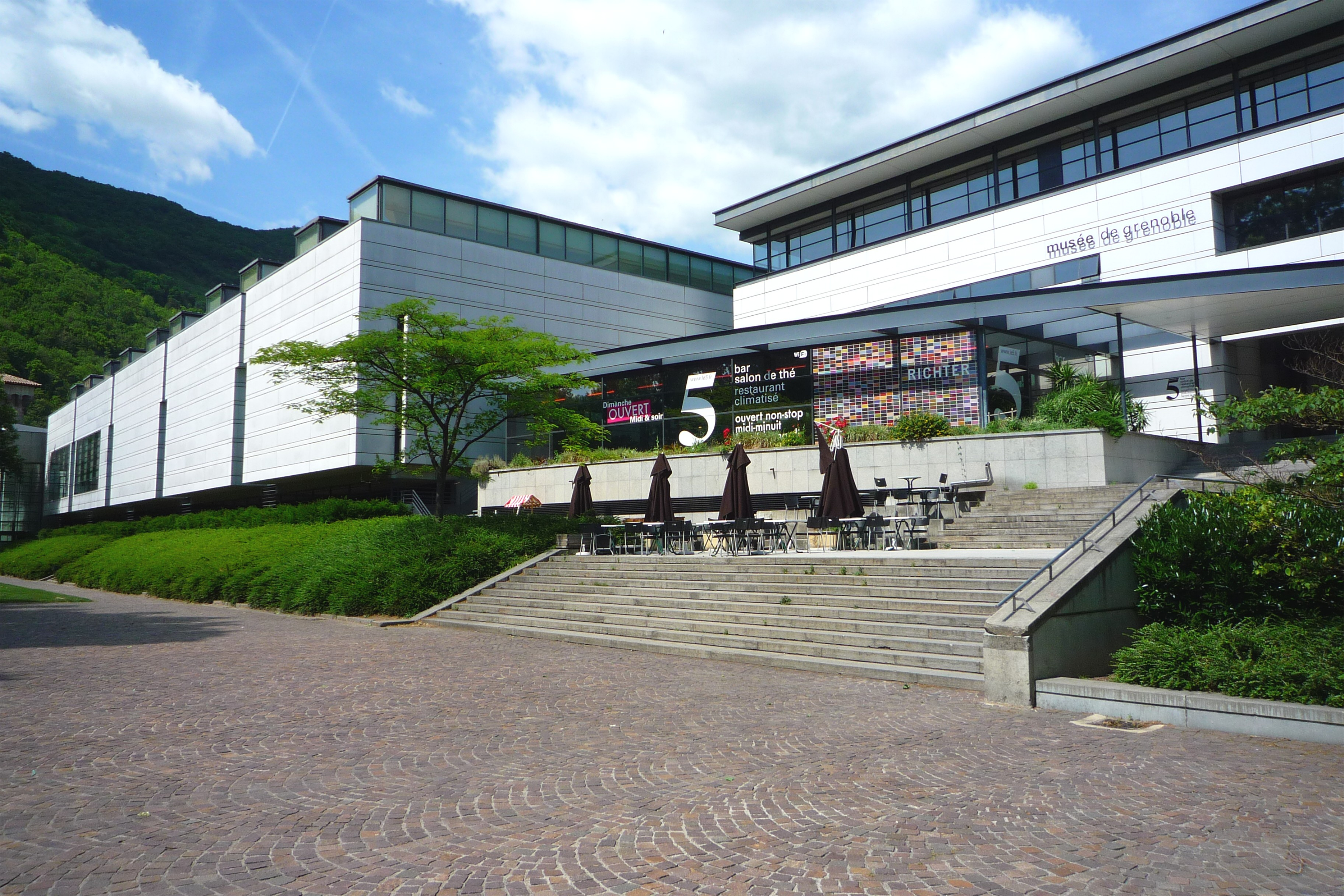
Le musée de Grenoble.

- Le musée de Grenoble.Musée de Grenoble, musée d'intérêt national, créé en 1798 et regroupant des collections de peintures, sculptures et antiquités ;
- Musée Stendhal ;
- Muséum d'histoire naturelle de Grenoble ;
- Musée des troupes de montagne (musée militaire) ;
- Centre d'art Bastille ;
- Le Magasin (art contemporain) ;
- Abbaye Saint-Cécile de Grenoble.

#### La Tronche

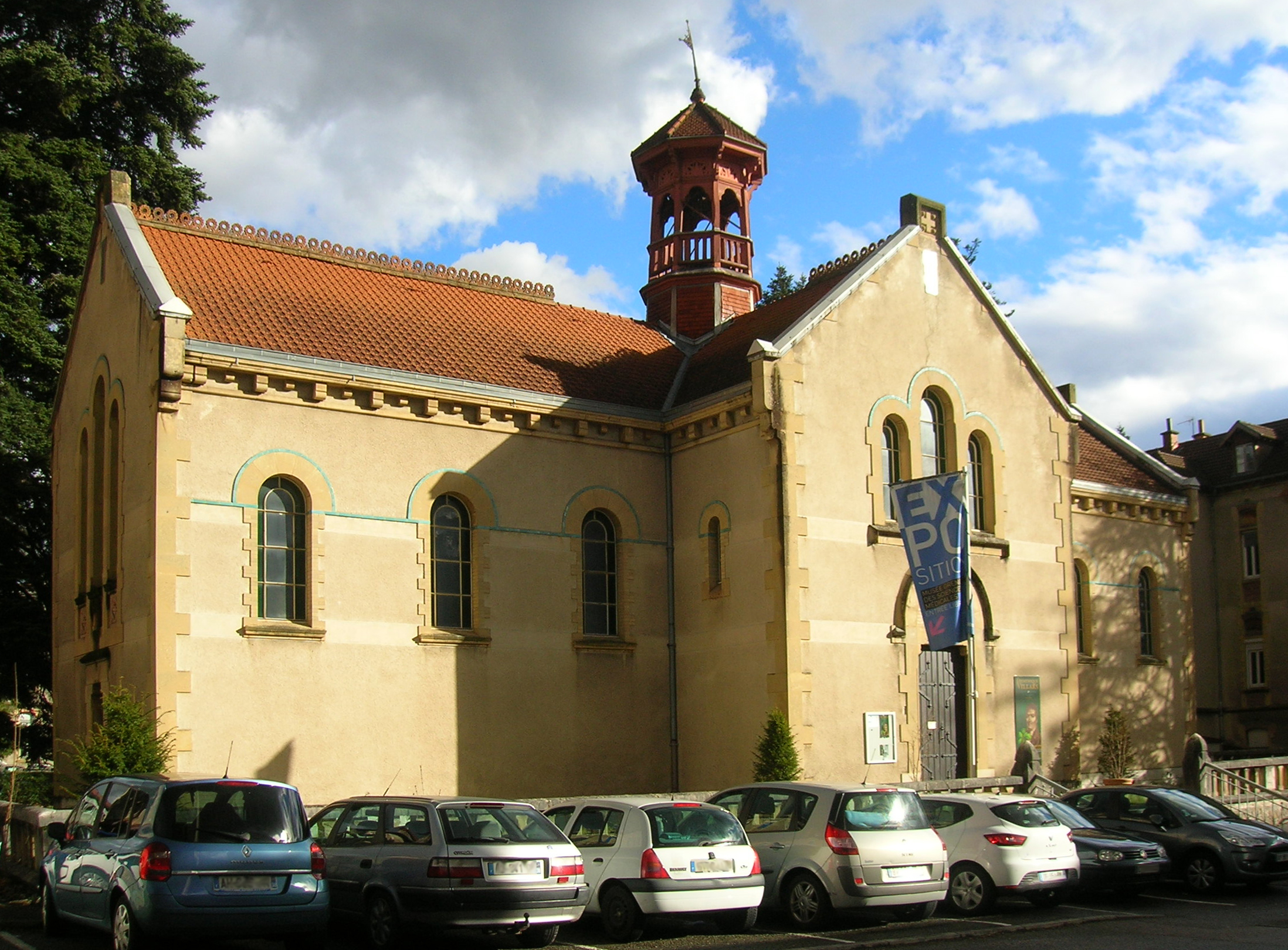
Le musée grenoblois des sciences médicales.

- Musée grenoblois des sciences médicales (histoire de la médecine, situé dans l'ancien asile des vieillards datant de 1894) ;

#### Échirolles
- Musée de la viscose (histoire industrielle) ;
- Musée Géo-Charles (collection d'art début XXe siècle) ;

#### Musées de l'agglomération grenobloise
- Musée de la chimie (Jarrie) ;
- Musée Autrefois (Champ-sur-Drac) ;
- Histo Bus Dauphinois (Pont-de-Claix) ;

#### Musées hors agglomération grenobloise
- Le musée de la Grande Chartreuse.Musée de la Grande Chartreuse ;

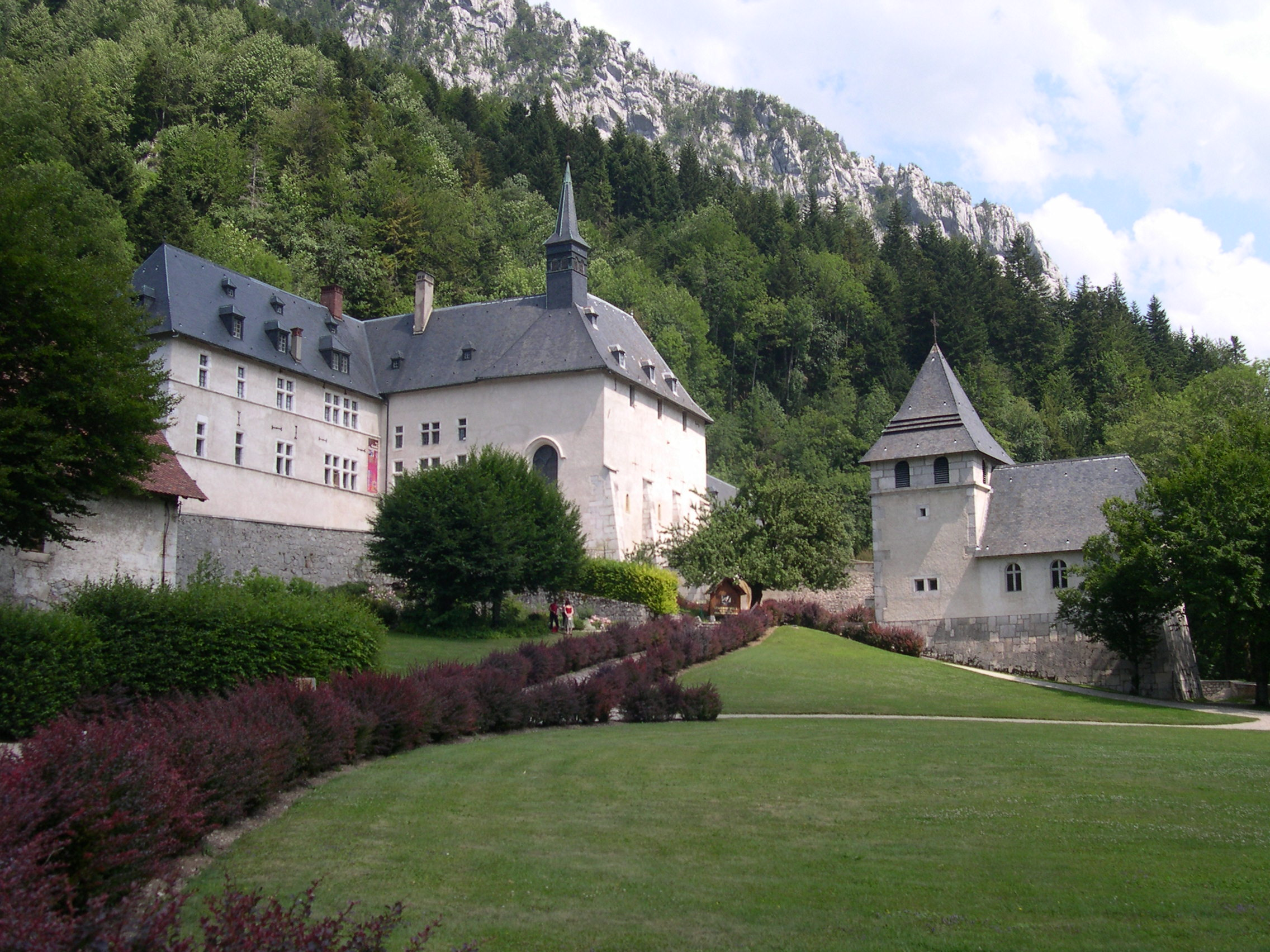
Le musée de la Grande Chartreuse.

- Musée des Beaux-Arts et d'Archéologie de Vienne ;
- Musée archéologique Saint-Pierre de Vienne ;
- Musée de Bourgoin-Jallieu ;
- Musée de l'eau de Pont-en-Royans ;
- Musée archéologique du lac de Paladru.

## Festivals
- Festival international du film de comédie de l'Alpe d'Huez ;
- Festival Berlioz en musique classique ;
- Festival Jazz à Vienne ;
- Coupe Icare.

## Tourisme religieux

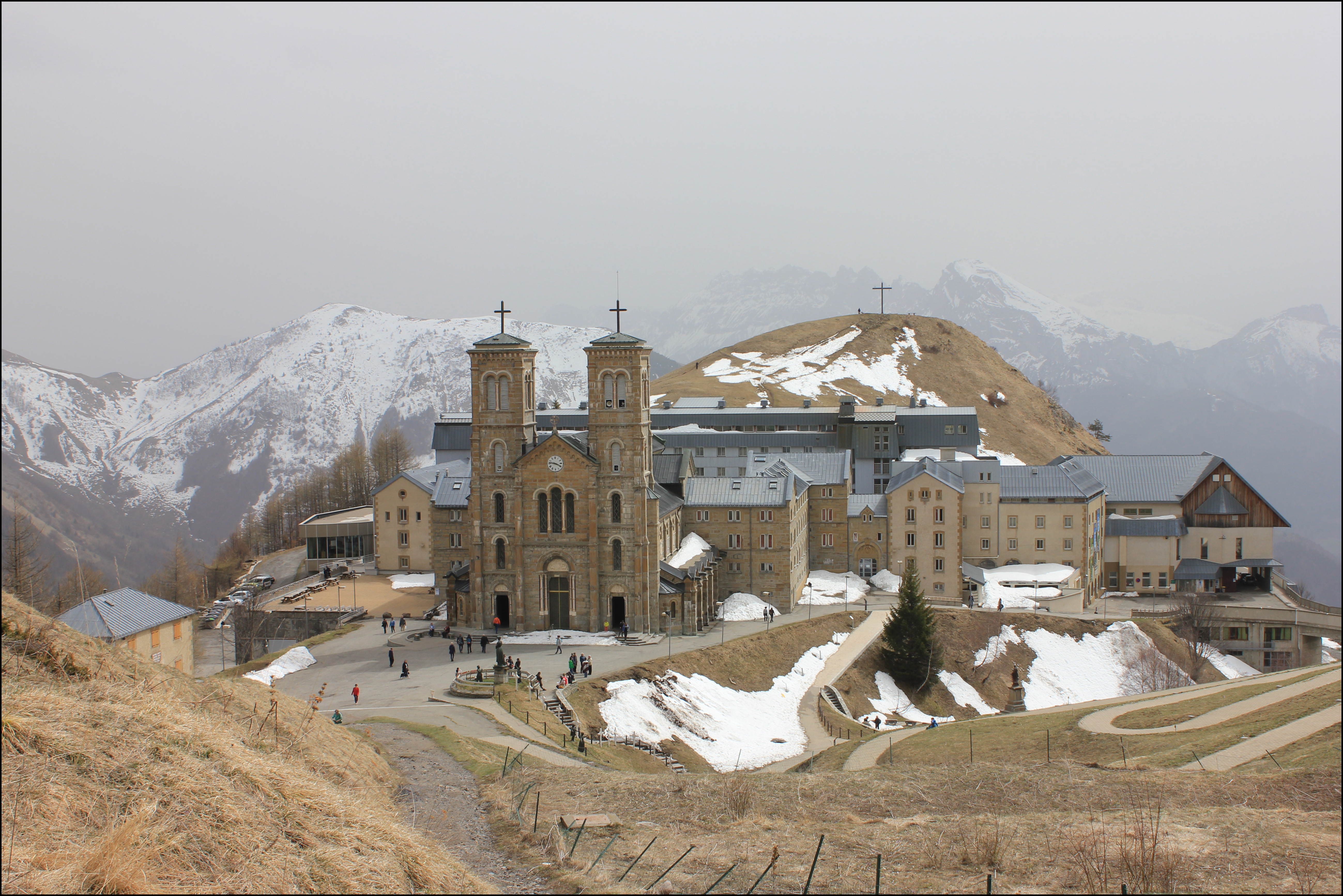
Le sanctuaire de Notre-Dame de La Salette.

De nombreux sites religieux de grande importance sont présents sur le territoire de l'Isère, dont des abbayes, monastères, chapelles, cathédrales, églises…
- Monastère de la Grande Chartreuse ;
- Abbaye de Saint-Antoine ;
- Sanctuaire marial de Notre-Dame-de-la-Salette ;
- Cathédrale Notre-Dame de Grenoble ;
- Collégiale Saint-André de Grenoble.

## Cités historiques et villages de caractère
- Place du Marché de Mens.Cité Antique de Vienne ;

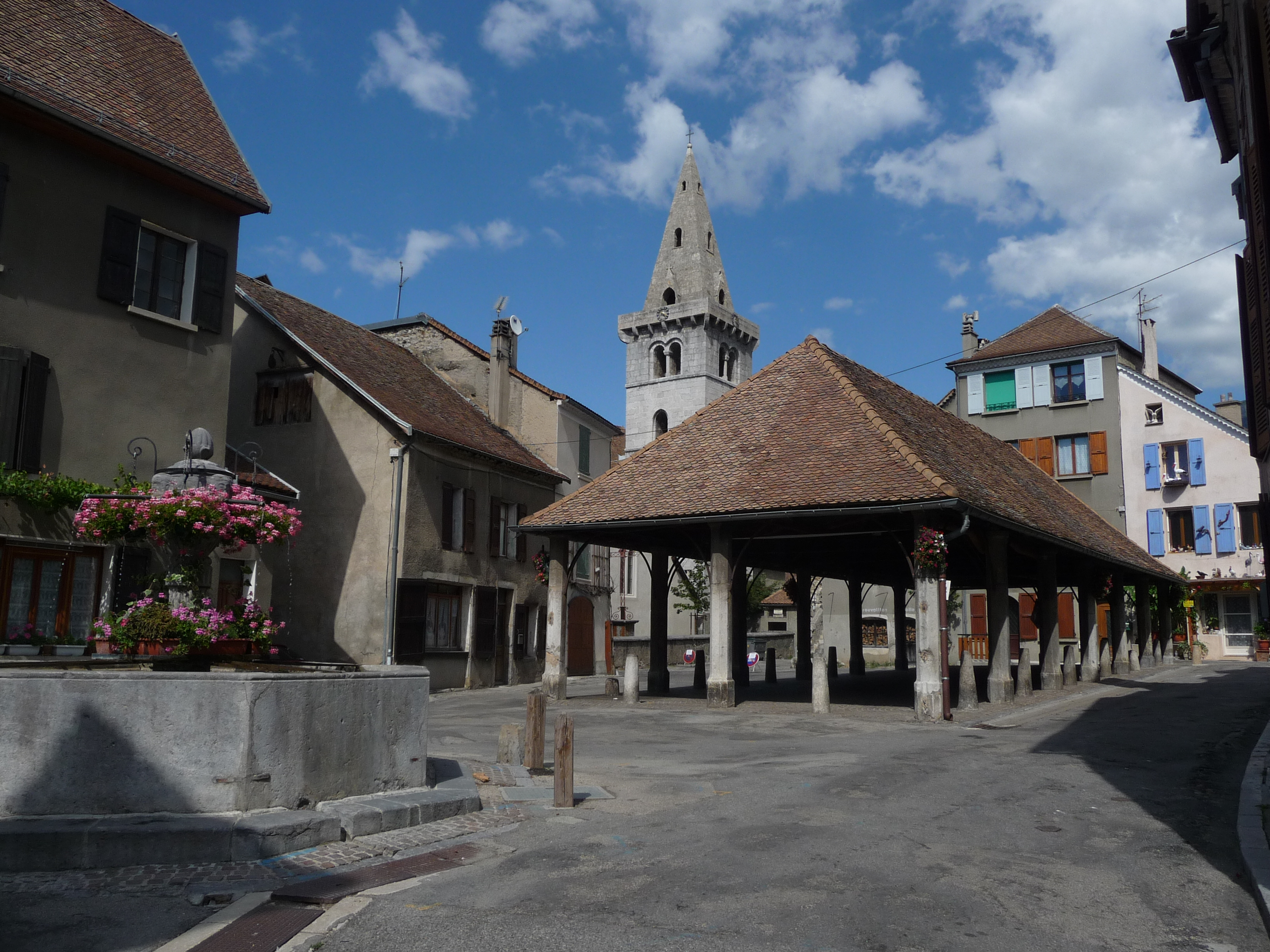
Place du Marché de Mens.

- Village de Saint-Antoine-l'Abbaye ;
- Village médiéval de Crémieu ;
- Mens (la « capitale du Trièves ») ;
- Pont-en-Royans ;
- Bresse-en-Oisans ;
- Morestel.

## Sites remarquables
- Téléphérique de Grenoble ;

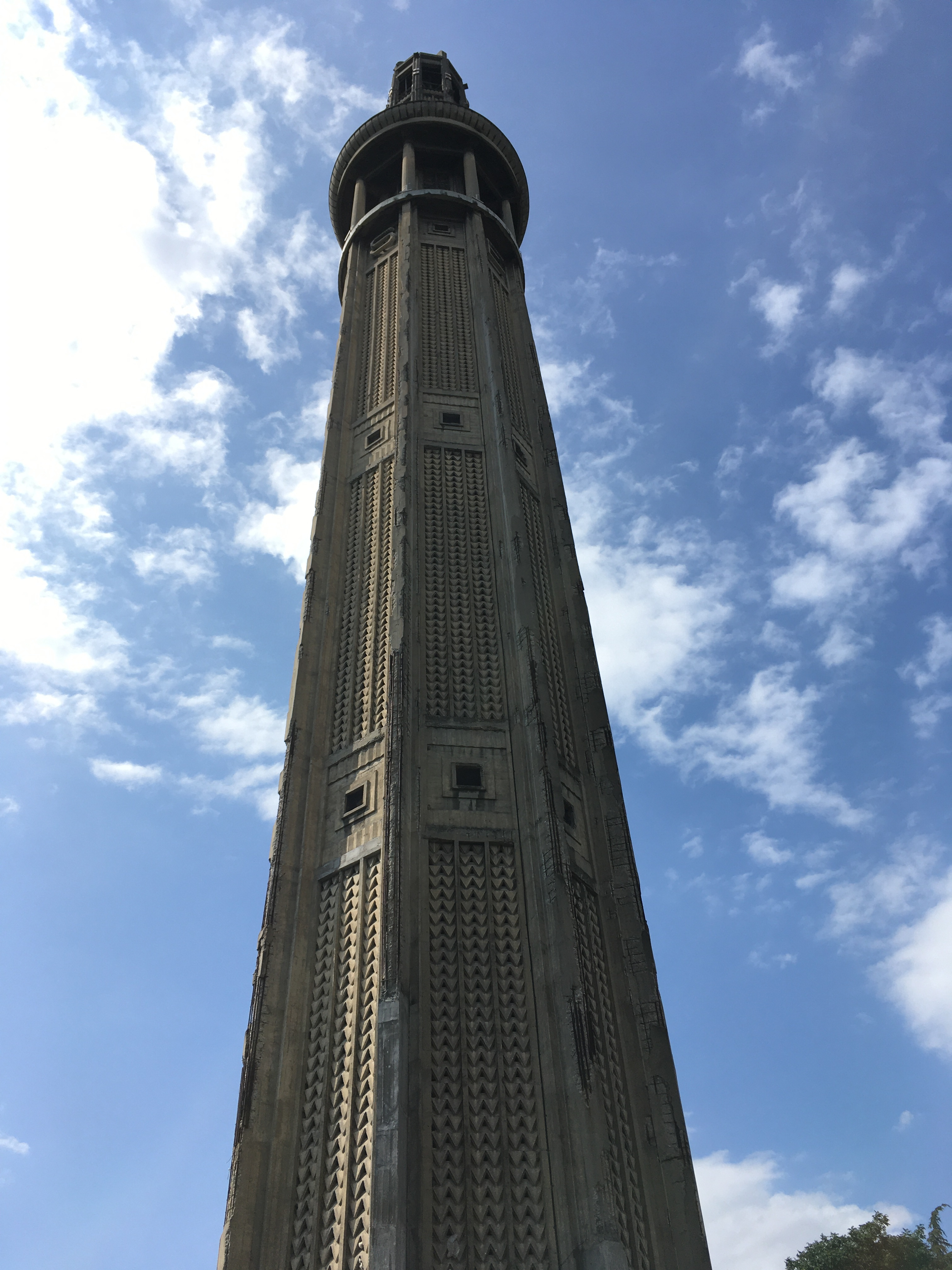
Tour Perret ;

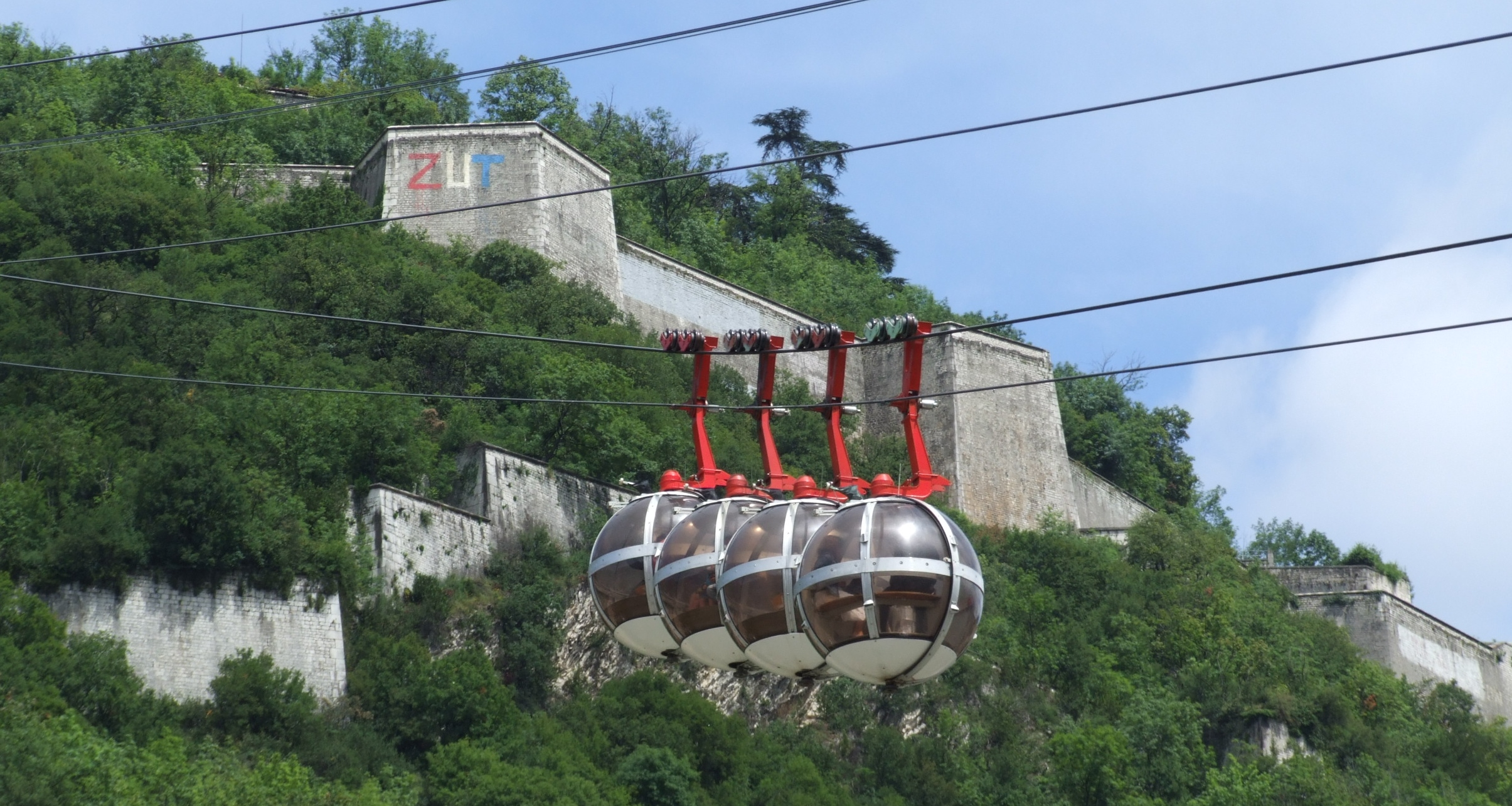
Les bulles de Grenoble avec, en arrière-plan, les remparts de la Bastille.

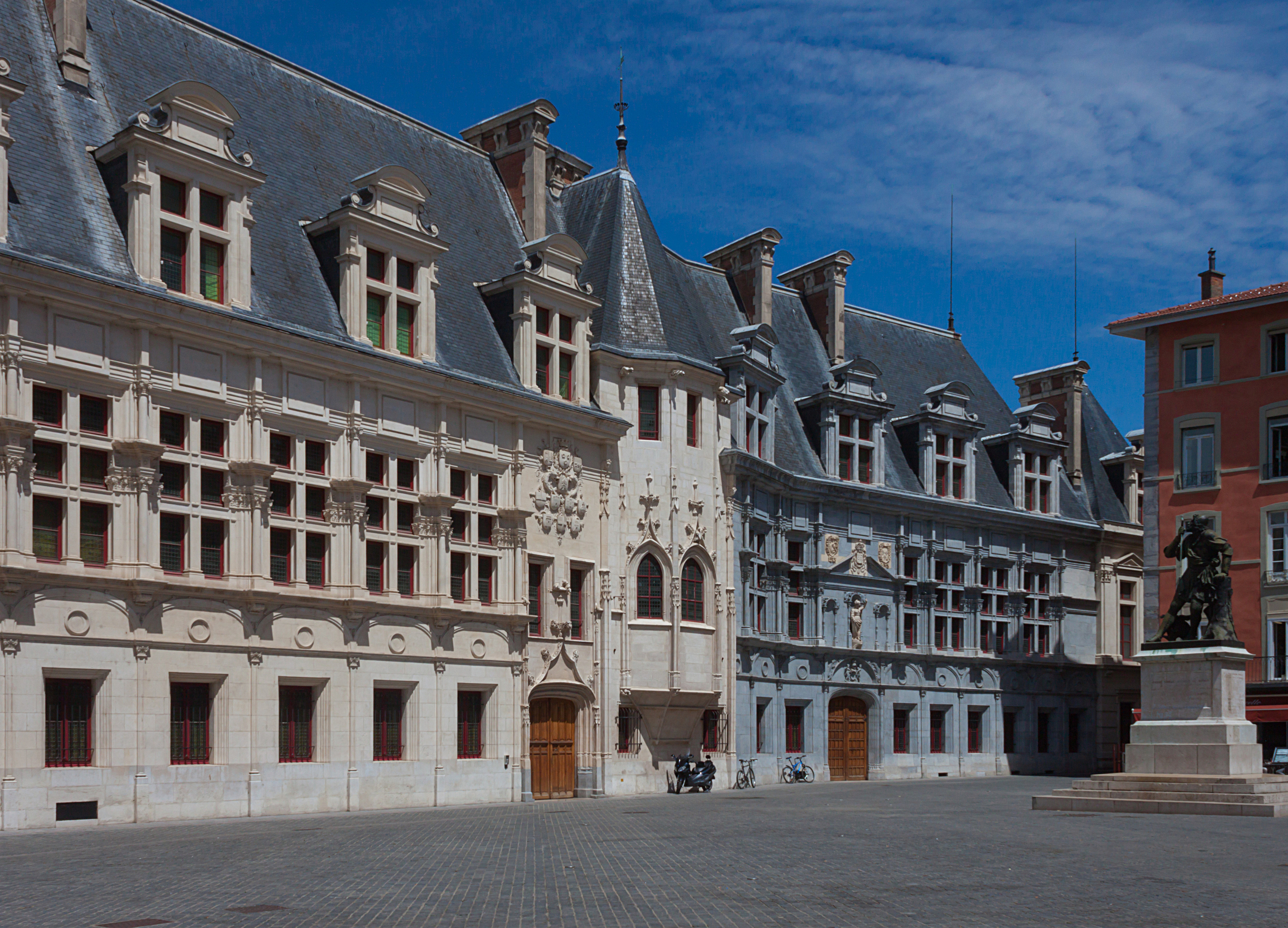
Le palais du parlement du Dauphiné et la place du Tribunal.

- Cimetière Saint-Roch (ouvert en 1810, il abrite plus de 800 tombes classées remarquables, tant sur le plan architectural qu'historique) ;
- Site archéologique de Larina ;
- Jardin du Bois Marquis
- Caves de la Chartreuse ;
- Grotte de Choranche ;
- Site archéologique du lac de Paladru ;
- Église Sainte-Marie du Genevrey ;
- Palais du Parlement du Dauphiné ;
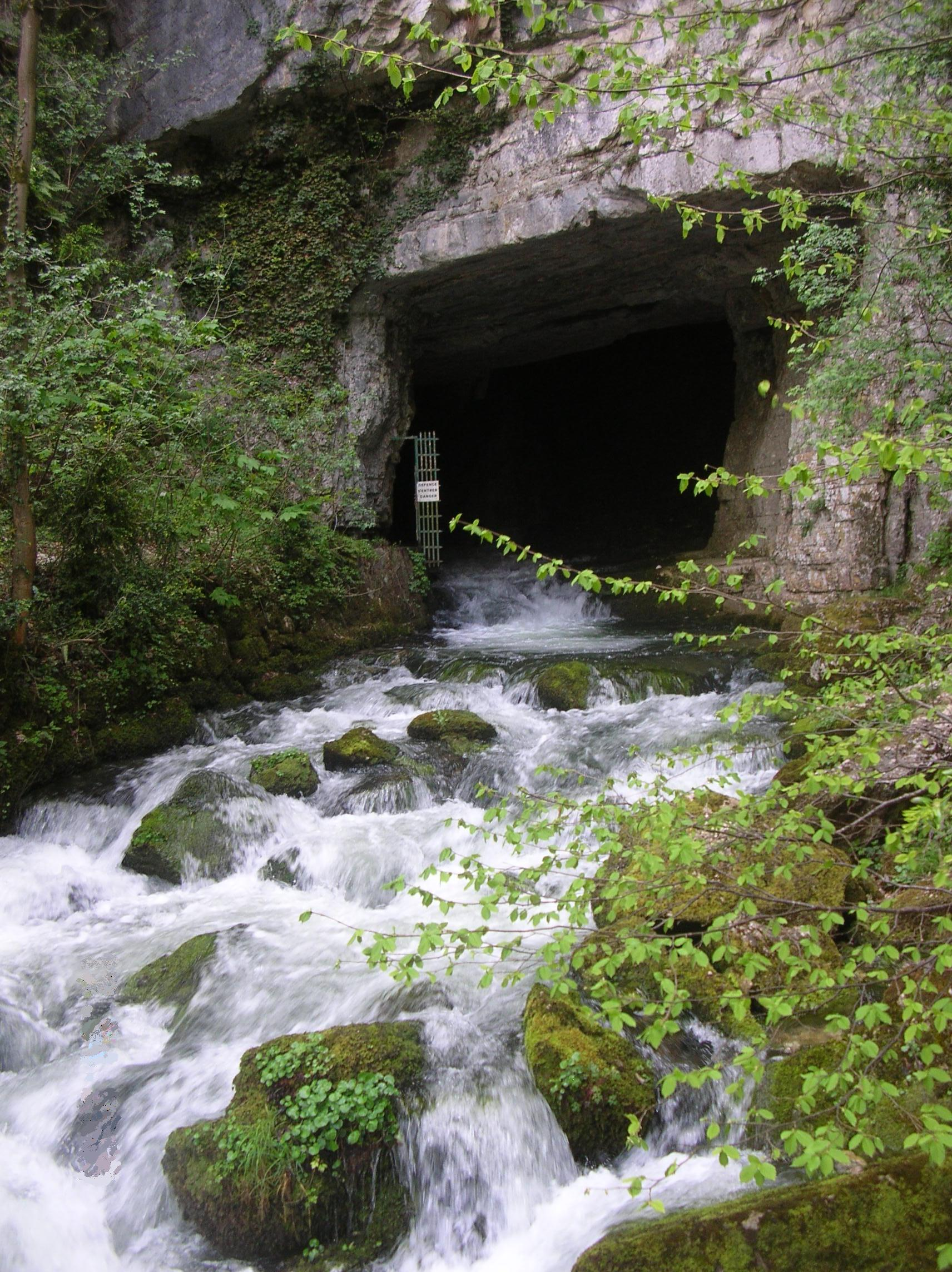
Les Sept Merveilles du Dauphiné, qui englobent : le mont Aiguille, la Fontaine ardente du Gua, la Tour sans Venin, les Cuves de Sassenage, les Grottes de la Balme, le Pont Lesdiguières et la Pierre Percée.   - La Tour Perret.
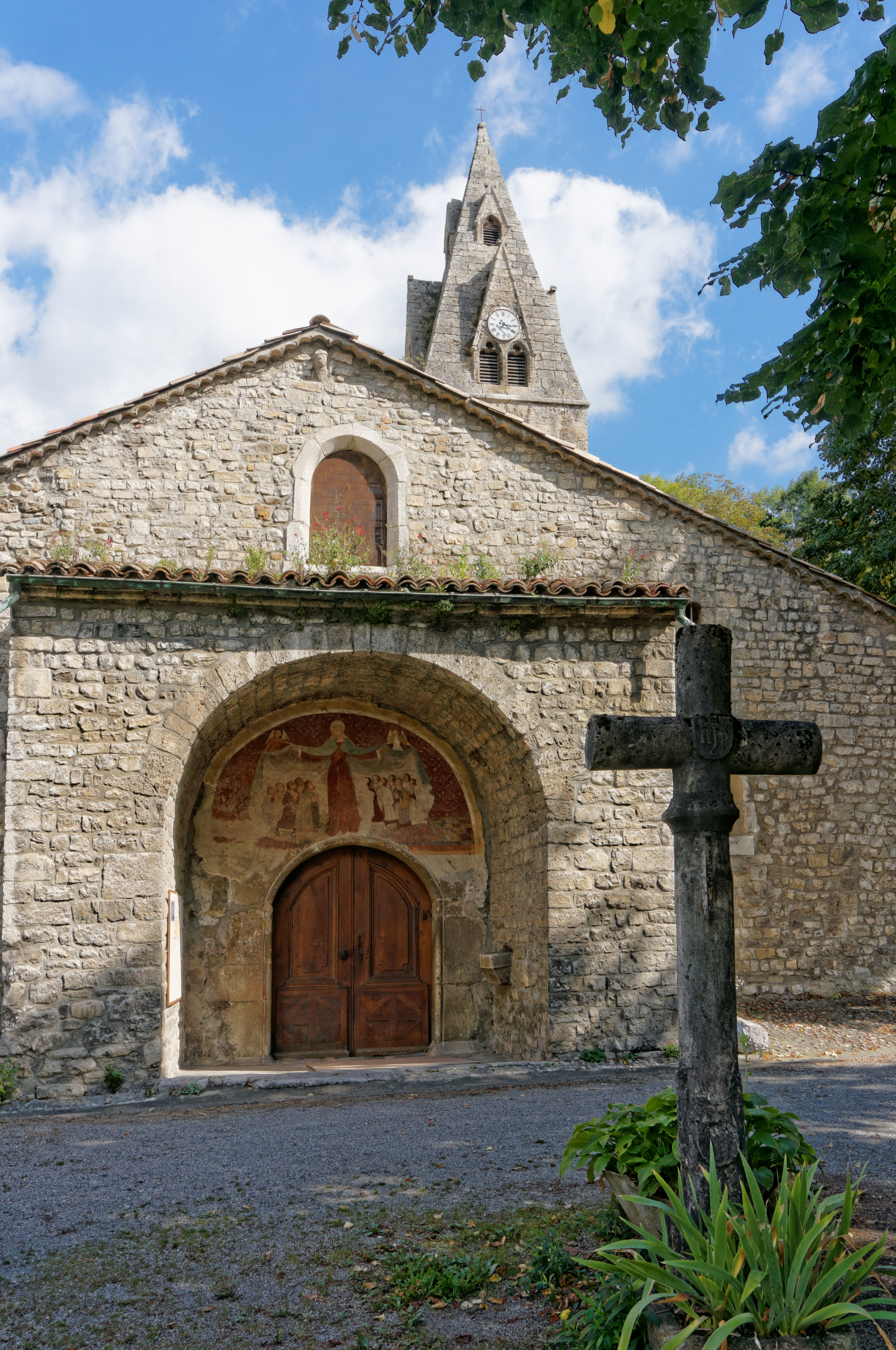
Église Sainte-Marie du Genevrey.
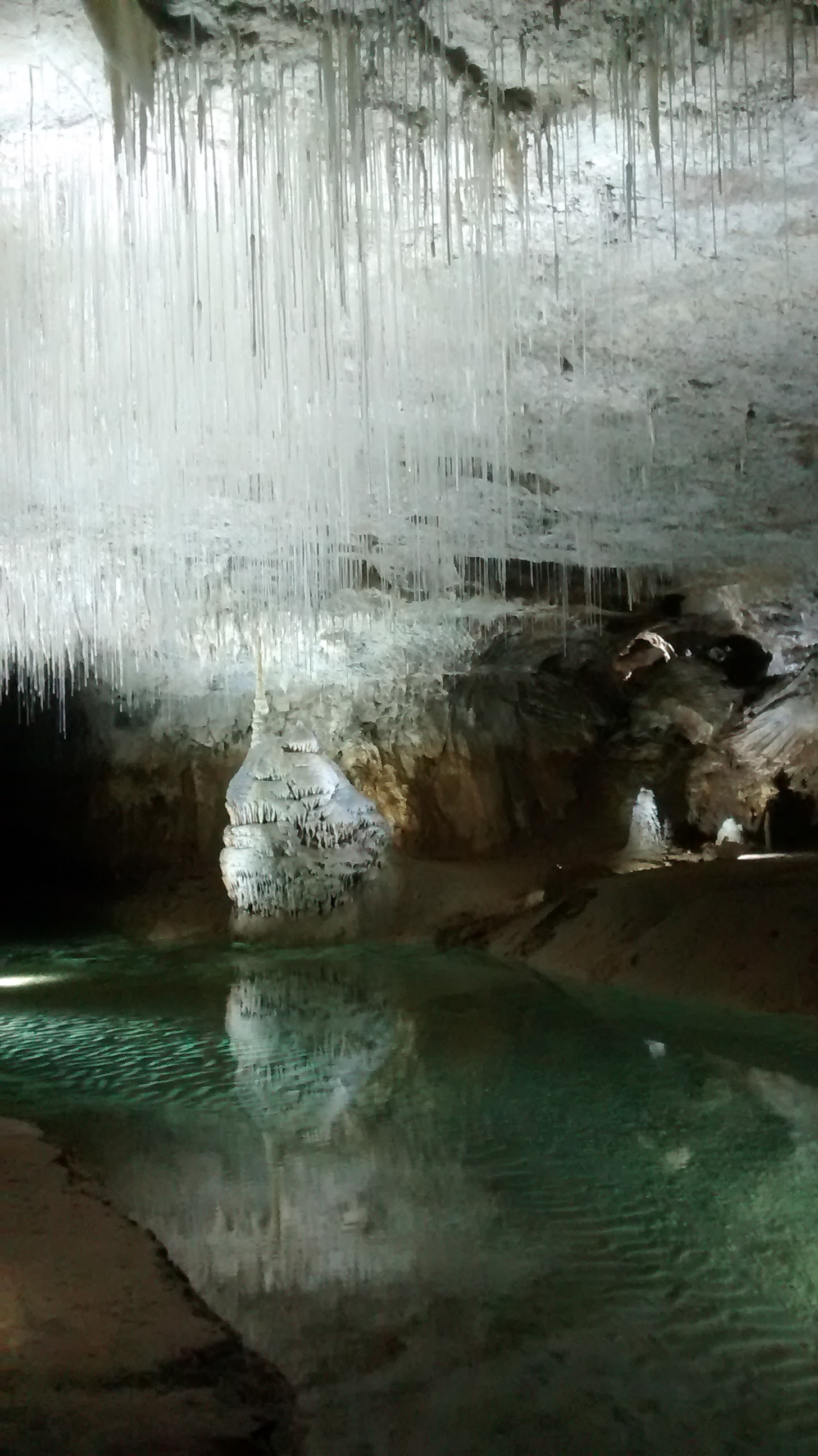
Les grottes de Choranche.
  - Entrée des Cuves de Sassenage.
  - Église Sainte-Marie du Genevrey.
  - Les grottes de Choranche.

## Parc d'attractions
- Walibi Rhône-Alpes est un parc d'attraction situé aux Avenières à 60 km au nord de Grenoble et 35 km à l'ouest de Chambéry.

## Transports

### Routes et Autoroutes

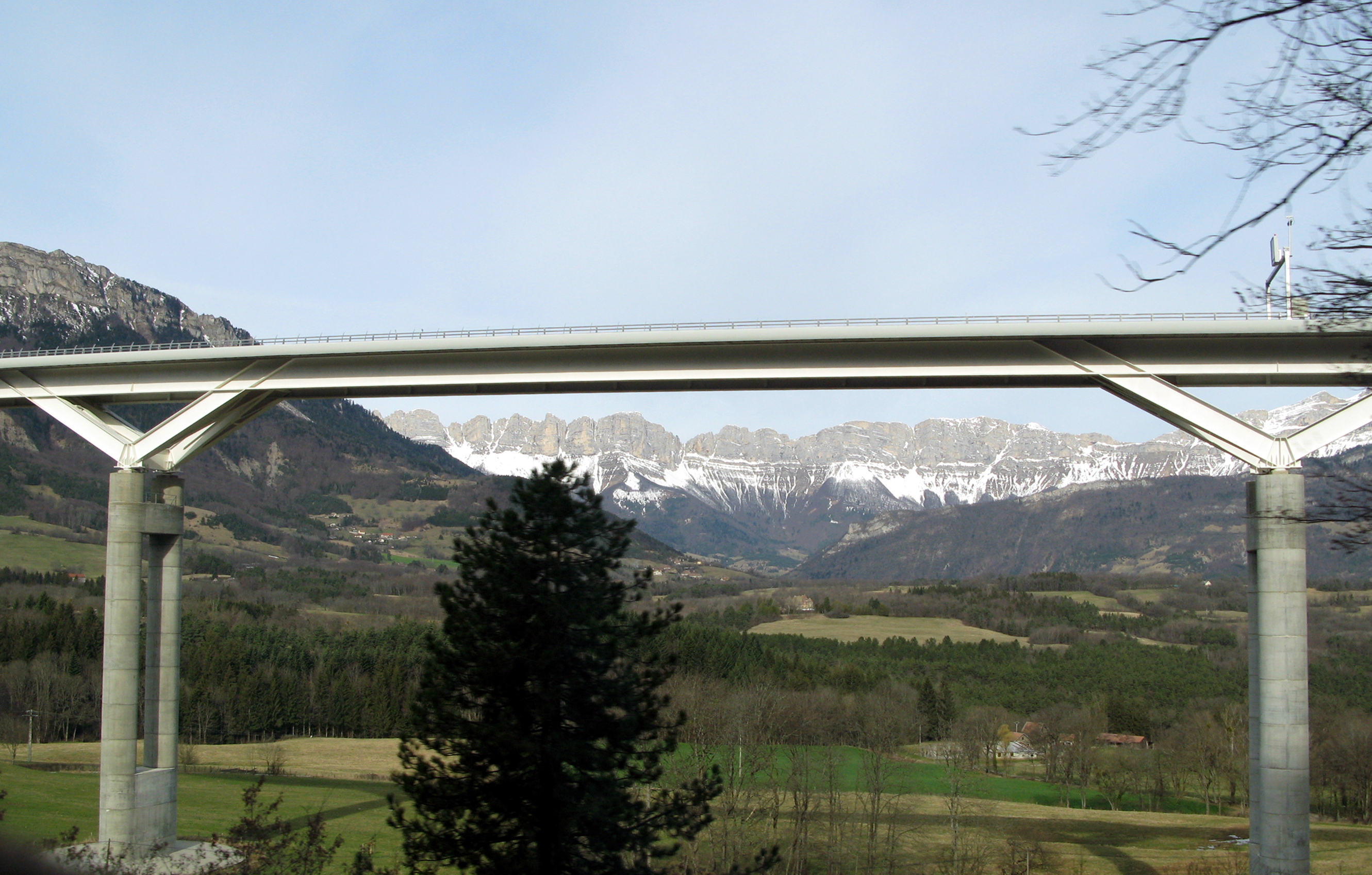
Le viaduc de Monestier, qui fait passer l'A51, et le Balcon Est du Vercors en arrière-plan.

L'Isère est desservie par un réseau dense d'autoroutes alpines :
- L'autoroute A43 Lyon-Chambéry ;
- L'autoroute A48 de Bourgoin-Jallieu à Grenoble, et devant relier à terme Grenoble à Ambérieu-en-Bugey et Bourg-en-Bresse ;
- L'autoroute A7 dans la vallée du Rhône ;
- L'autoroute A41 Grenoble-Chambéry-Genève ;
- L'autoroute A49 (Valence)-Romans-Voreppe, ouvrant Grenoble au sud de la France ;
- L'autoroute A51, liant l'A480 à Monestier-de-Clermont, et qui devait relier à terme Grenoble à Gap et à Marseille ;
- L'autoroute A480 (Rocade-Ouest de Grenoble) ;
- L'autoroute A432, grand contournement Lyonnais, traverse également une petite partie du département.

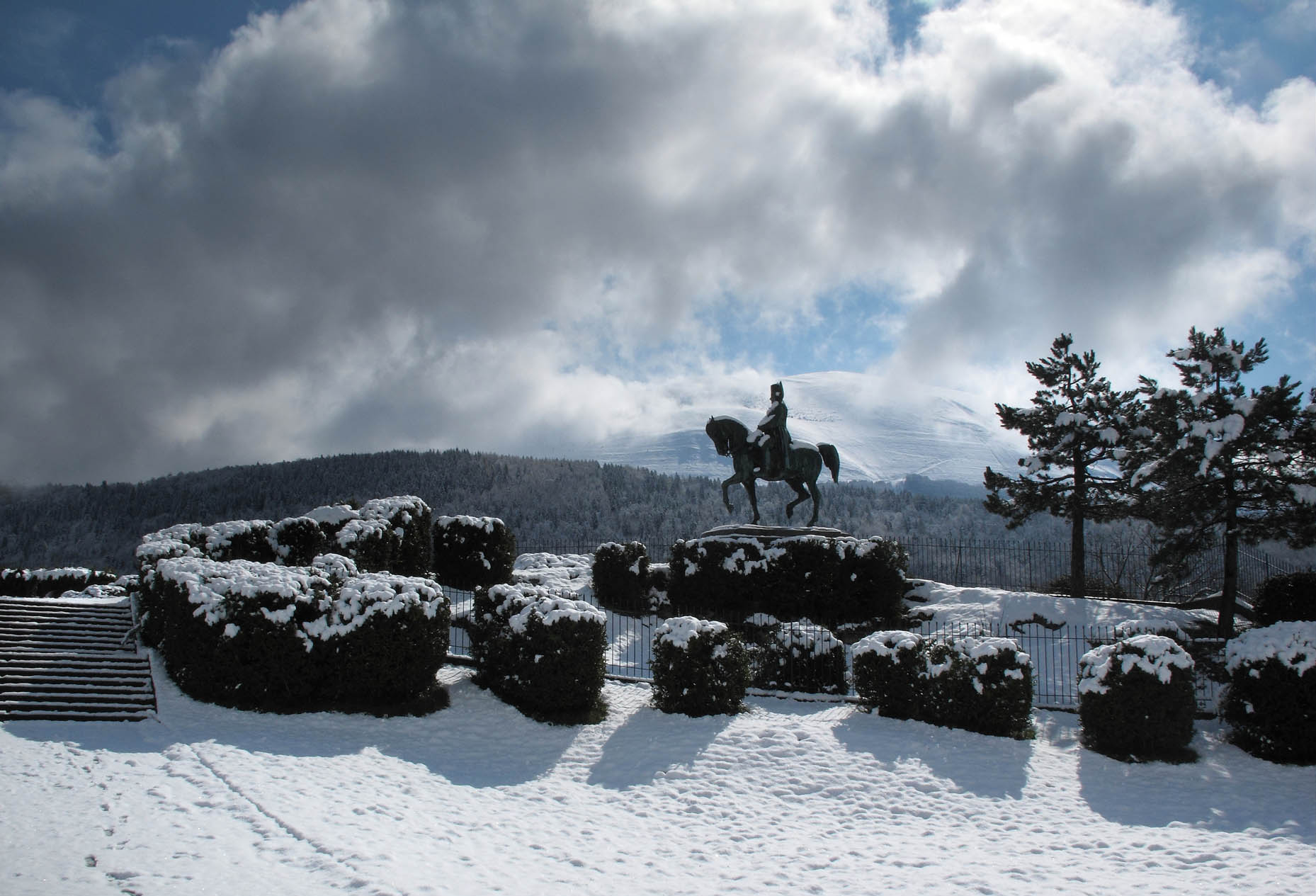
La prairie de la rencontre, sur la route Napoléon (RN85).

Les routes N85 (vers Gap), D1091 (vers Briançon) et D1075 (vers Sisteron) relient Grenoble aux Alpes du Sud et à leurs stations de ski.

#### Routes thématiques
Plusieurs routes départementales ont été transformées en routes et itinéraires thématiques : route Napoléon (de Corps à Grenoble), route de Stendhal (de Grenoble à Brangues en passant par Morestel, Chirens et Voreppe), route des savoir-faire de Chartreuse, route des savoir-faire d'Oisans…

### Train
Le TGV relie Paris à Grenoble plusieurs fois par jour en trois heures. Plusieurs lignes TER desservent le département : 
- La ligne Lyon-Grenoble passant par L'Isle d'Abeau, Bourgoin-Jailleu, La-Tour-du-Pin, Rives, Voiron et Moirans ;
- La ligne Valence-Grenoble, rattrapant la ligne Lyon-Grenoble à Moirans, desservant Saint-Marcellin, Vinay et Tullins ;
- La ligne Grenoble-Chambéry, qui dessert la gare de Grenoble-Universités-Gières proches du campus, Brignoud et Pontcharra ;
- La ligne Lyon-Chambéry, à voie unique, qui se sépare de la ligne Lyon-Grenoble à Saint-André-le-Gaz, desservant Pont-de-Beauvoisin ;
- A l'Ouest, dans la vallée du Rhône, la ligne historique Paris-Lyon-Marseille, qui dessert Vienne et Roussillon ;
- Au Sud, la ligne Grenoble-Gap, desservant Pont-de-Claix, Vif et Clelles-Mens.

#### Lignes touristiques

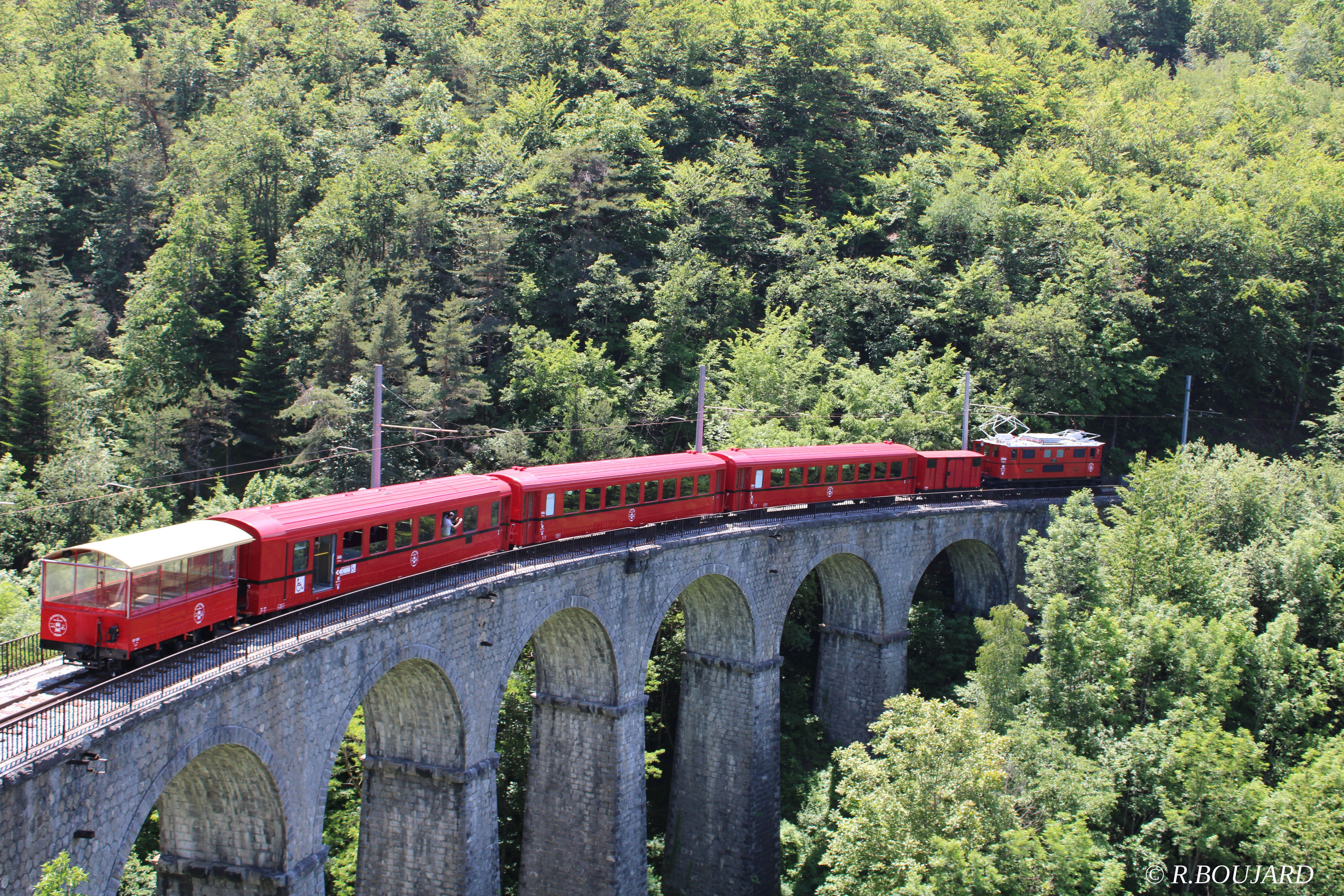
Le petit train de la Mure.

- Le petit train de la Mure.Le Petit Train de la Mure, qui reliait Saint-Georges-de-Commiers à La Mure ;
- La Ligne des Alpes, reliant Grenoble à Veynes à travers le Vercors et le Trièves, classée ligne « Loisirail » par la SNCF.

### Aéroports
L'aéroport de Grenoble-Isère, à Saint-Étienne-de-Saint-Geoirs, est le principal du département, mais les flux touristiques principaux sont générés par les aéroports de Lyon-St-Exupéry et de Genève, qui offrent au département une ouverture sur l'étranger.  